# Schmitten im Taunus

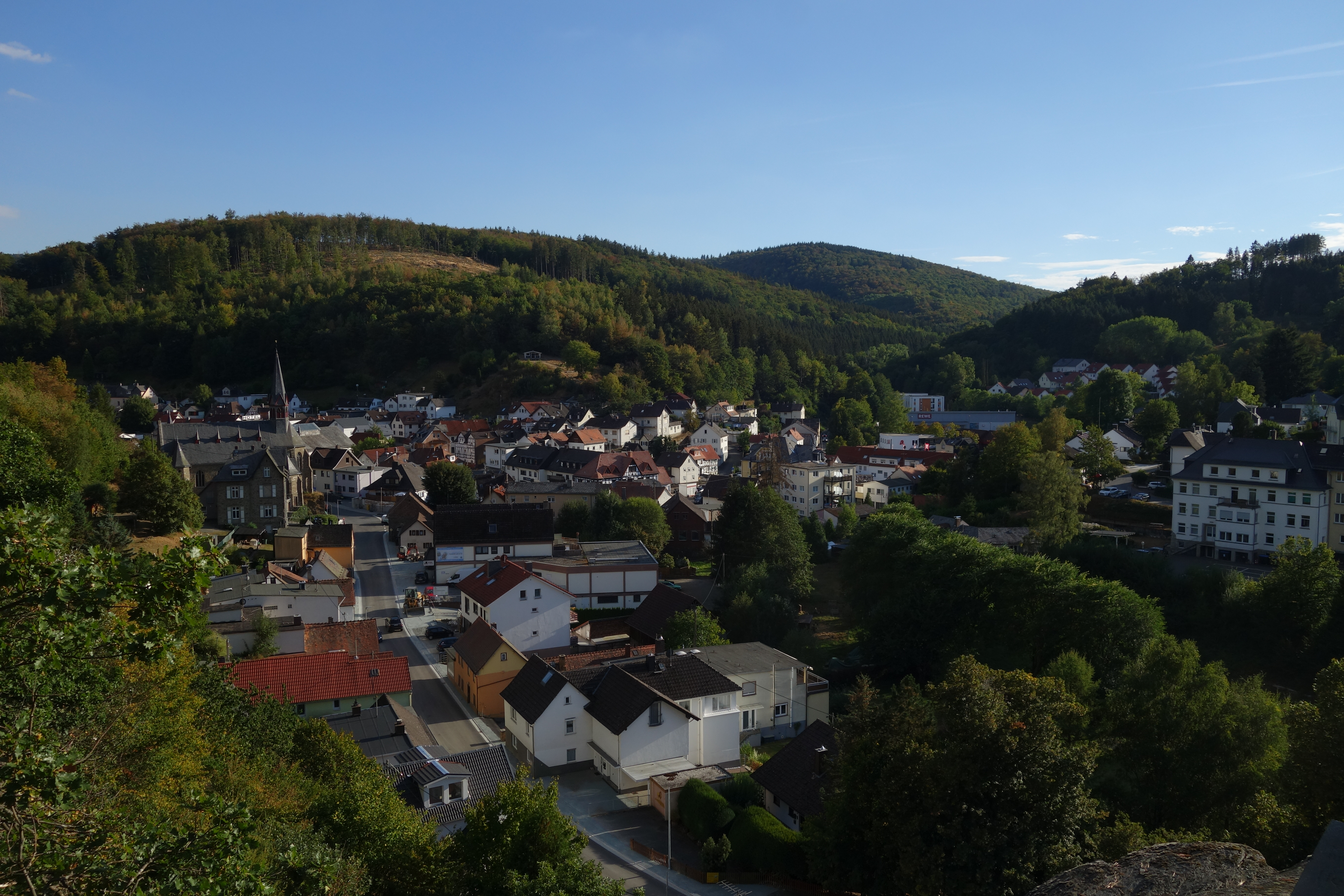
Blick vom Aussichtspunkt auf dem Wiegerfelsen auf Schmitten zu Füßen des Berges Pfaffenrod (links), daneben Sängelberg; nach rechts erhebt sich der Judenkopf, davor das Rathaus

Schmitten im Taunus (bis zum 25. August 2021 Schmitten) ist eine Gemeinde und ein Luftkurort mit 9323 Einwohnern (31. Dezember 2024) im hessischen Hochtaunuskreis.
Die Gemeinde wies im Jahr 2020 einen überdurchschnittlichen Kaufkraftindex von 123,2 des Bundesdurchschnitts auf.

## Geographie

### Lage und Naturräumliche Zuordnung
Schmitten liegt im Östlichen Hintertaunus am Fuße des Großen Feldbergs (879 m), des höchsten Taunusbergs. Das Gemeindegebiet umfasst große Teile des Pferdskopf-Taunus. Hier befinden sich 5 der 10 höchsten Taunusgipfel beziehungsweise 11 der 20 höchsten, darunter der Weilsberg (700,7 m) und dessen Verlängerung Hühnerberg (636 m), der Pferdskopf (662,6 m) sowie weitere Erhebungen der Feldberg-Langhals-Pferdskopf-Scholle von geringer Dominanz wie Dillenberg (682,4 m), Sängelberg (665 m), Weißeberg (660,2 m) oder Krimmelberg (639,7 m).
Durch Schmitten fließen die Weil, die am Nordhang des Feldbergmassivs entspringt, sowie ihre Zuflüsse Niedgesbach, Lauterbach, Leistenbach, Krötenbach und Aubach, welcher im Osten der Gemarkung fließt entlang der Grenze zu Neu-Anspach sowie im Nordosten die Ortsteile Dorfweil und Brombach trennt.
Das waldreiche Gemeindegebiet ist Teil des Naturpark Taunus. Hier befinden sich die Naturschutzgebiete Saubach und Niedgesbach und Reifenberger Wiesen sowie die Fauna-Flora-Habitate Niedges-, Sau- und Kirrbachtal zwischen Mauloff und Schmitten, Reifenberger Wiesen, Schmittgrund bei Oberreifenberg mit angrenzender Fläche und der Wald bei Arnoldshain.

Blick vom Pferdskopf zum Pfaffenrod über Schmitten (mittig), links der Ortsteil Arnoldshain; im Hintergrund Großer Feldberg, davor der Dillenberg
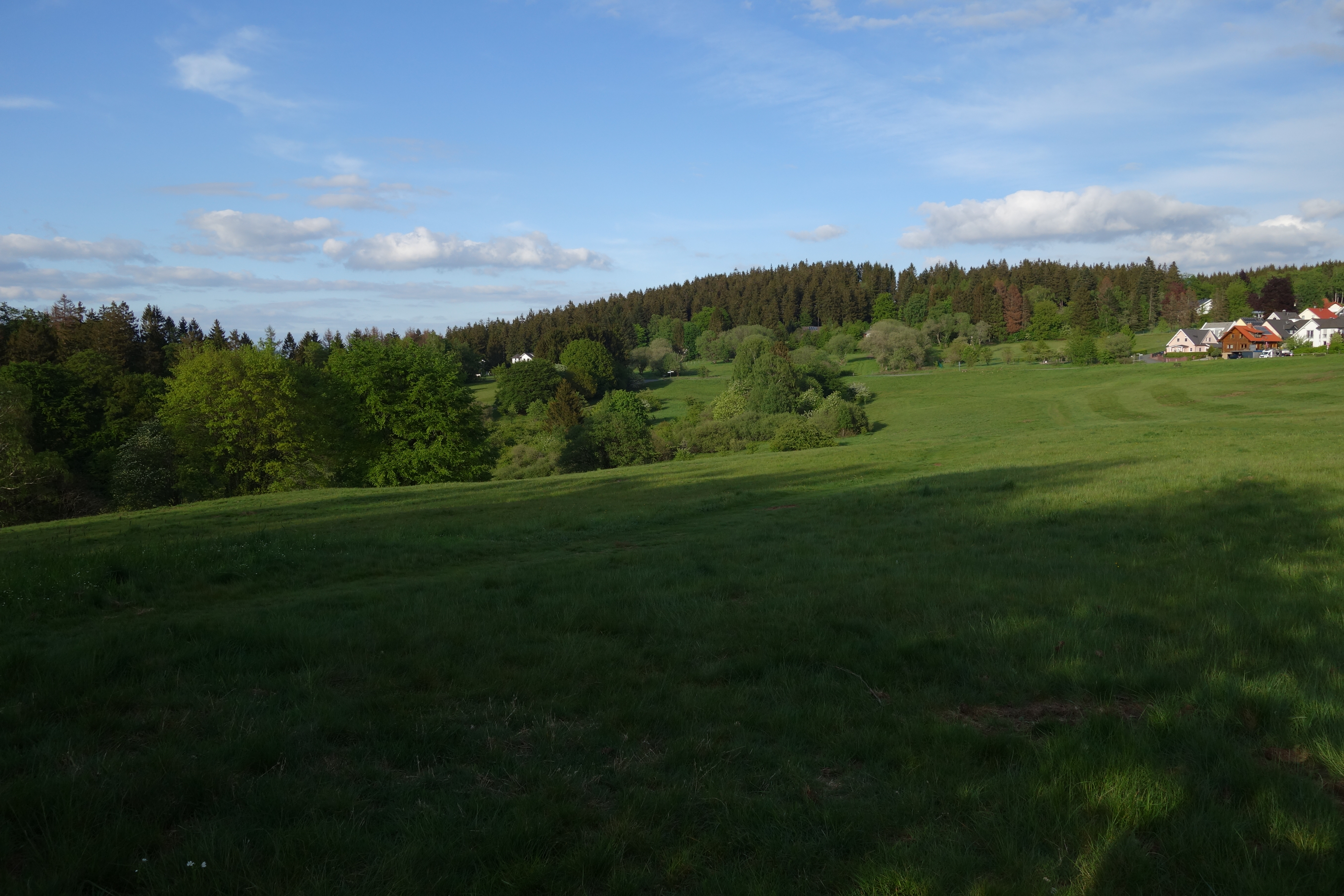
Dillenberg über den Häusern der Siegfriedsiedlung am östlichen Ortsrand Oberreifenbergs.
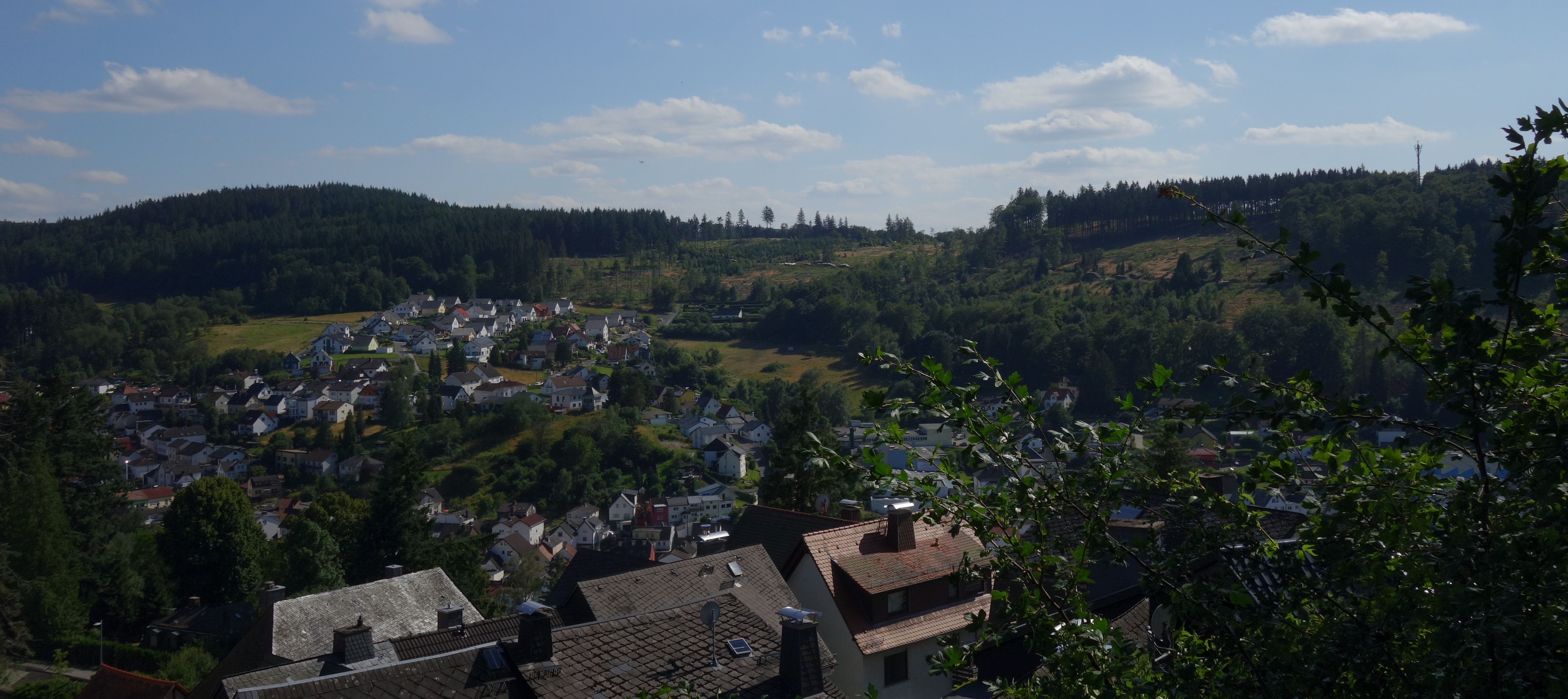
Blick von Burg Reifenberg auf Weilsberg (links) und Hühnerberg (rechts)
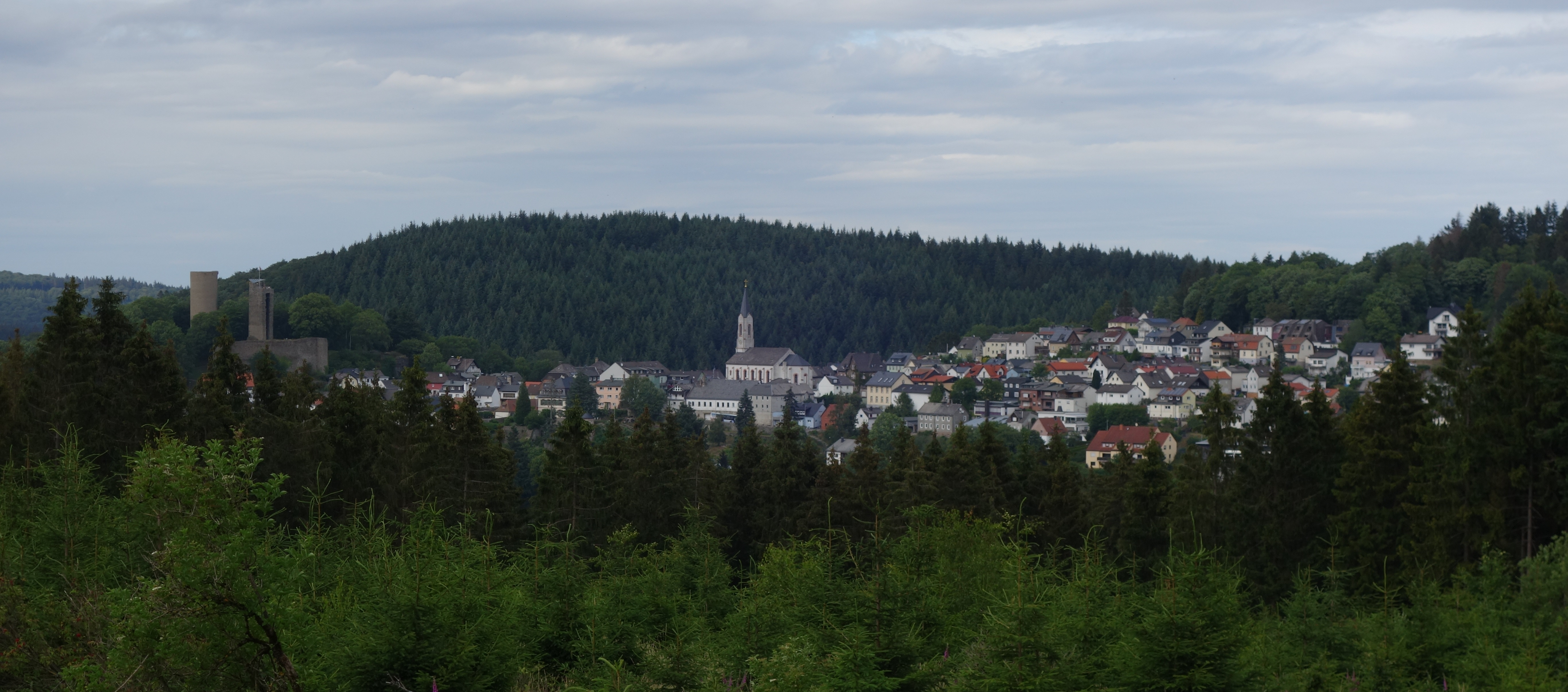
Blick in Gegenrichtung vom Hühnerberg zum Sängelberg über dem Ortsteil Oberreifenberg samt Burg Reifenberg
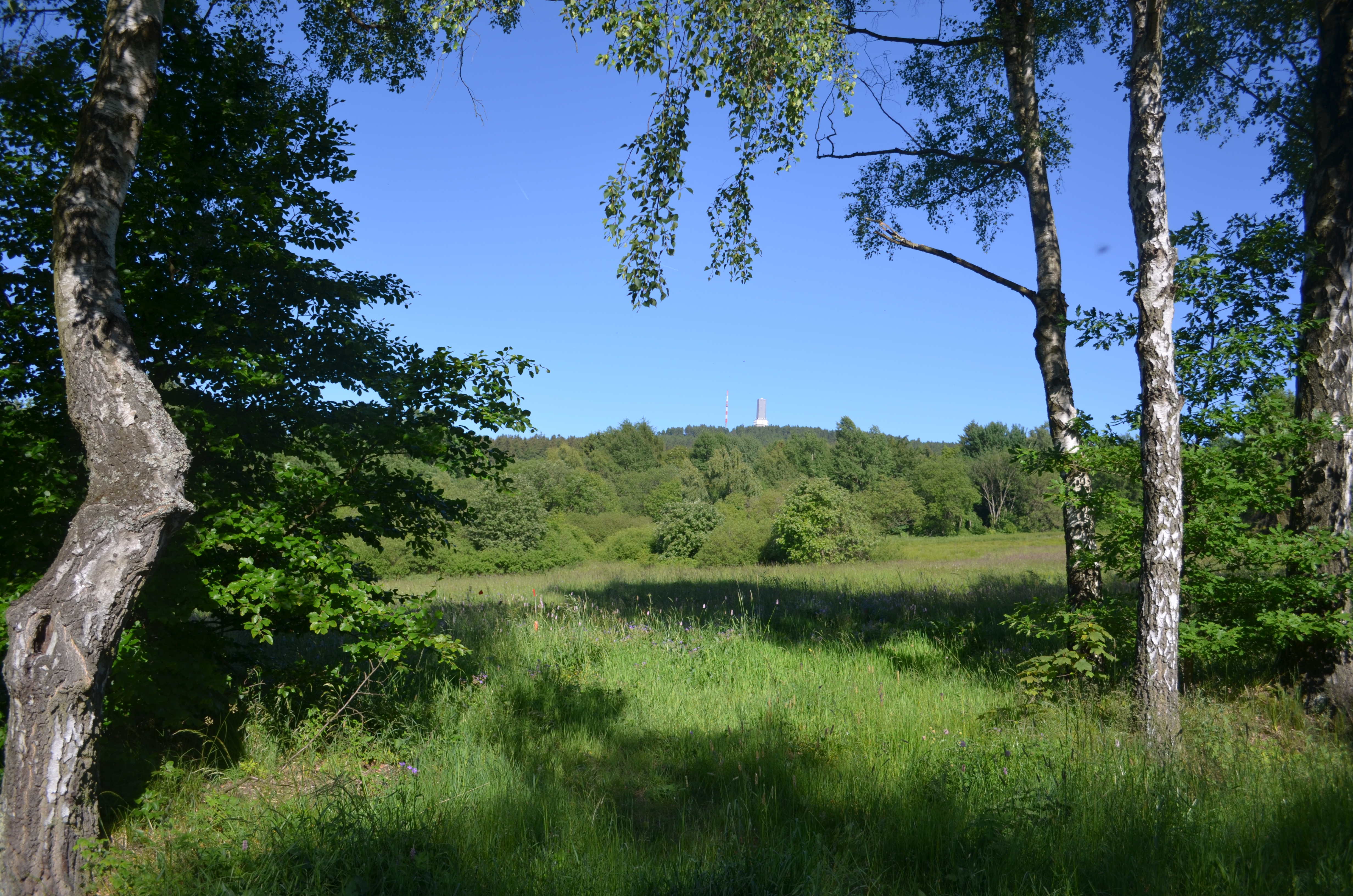
Blick über die Reifenberger Wiesen zum Großen Feldberg
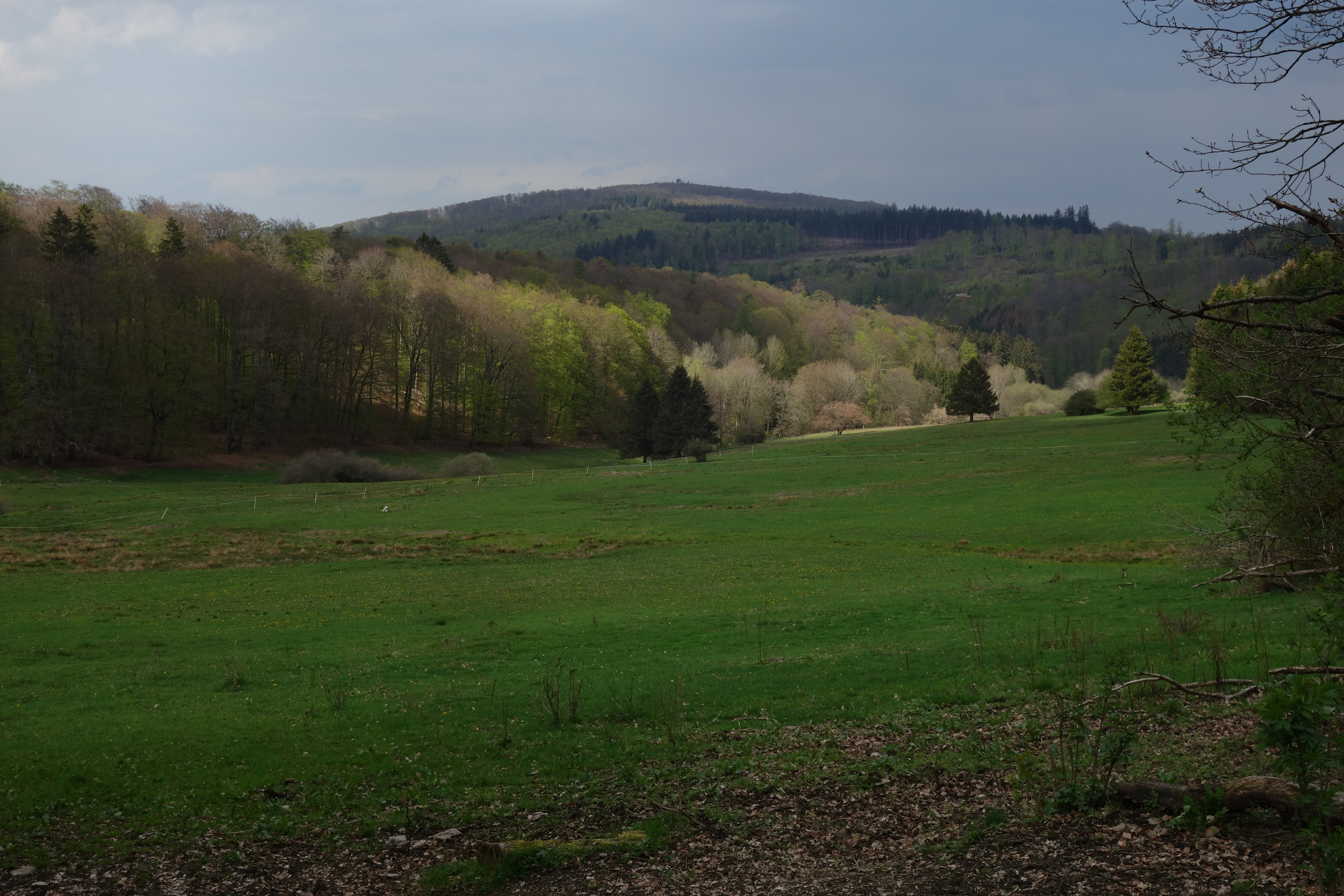
Naturschutzgebiet Saubach und Niedgesbach beim Ortsteil Seelenberg, am Horizont der Pferdskopf
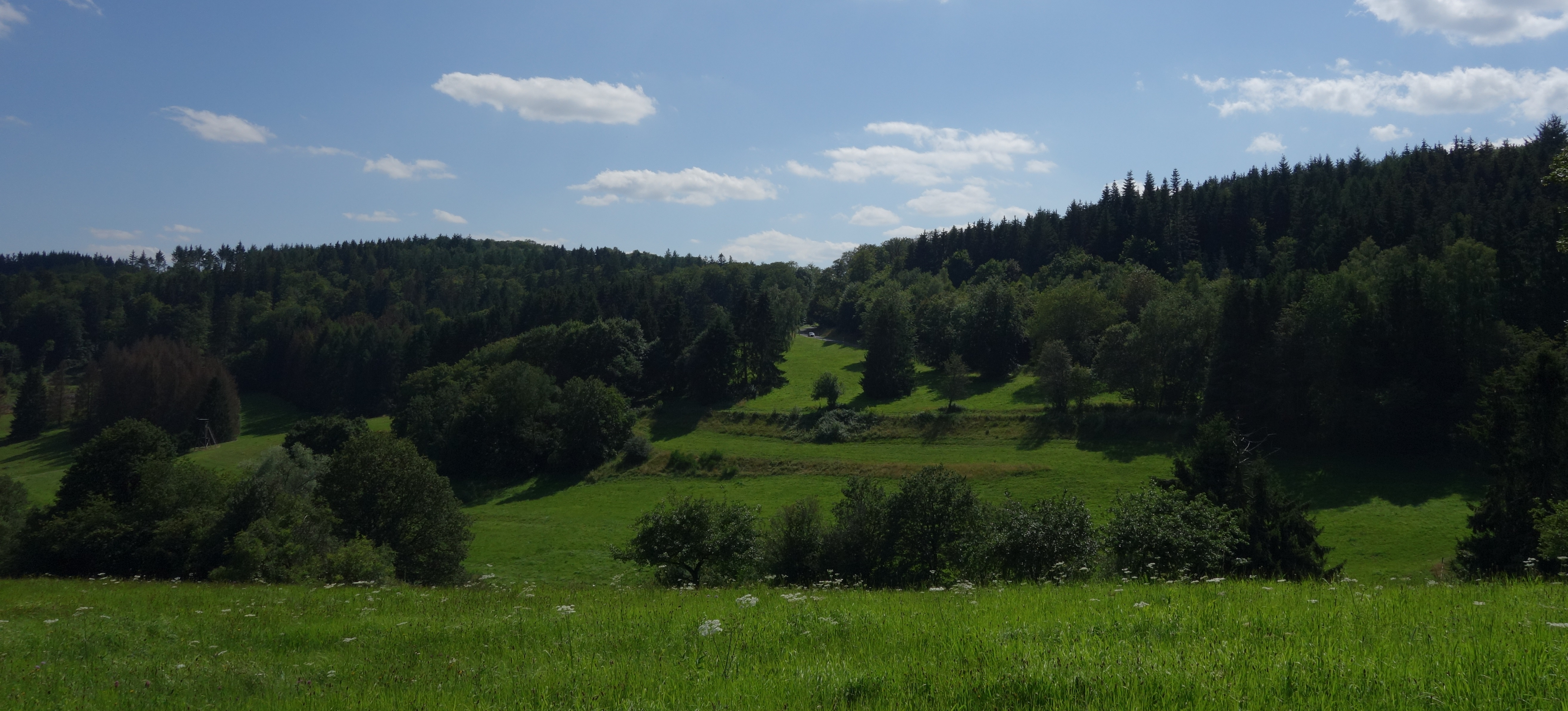
Blick von Seelenberg zum Pass Kittelhütte zwischen Hühnerberg-Nebenkuppe Moosheck (links) und der Südkuppe des Windhain (rechts)
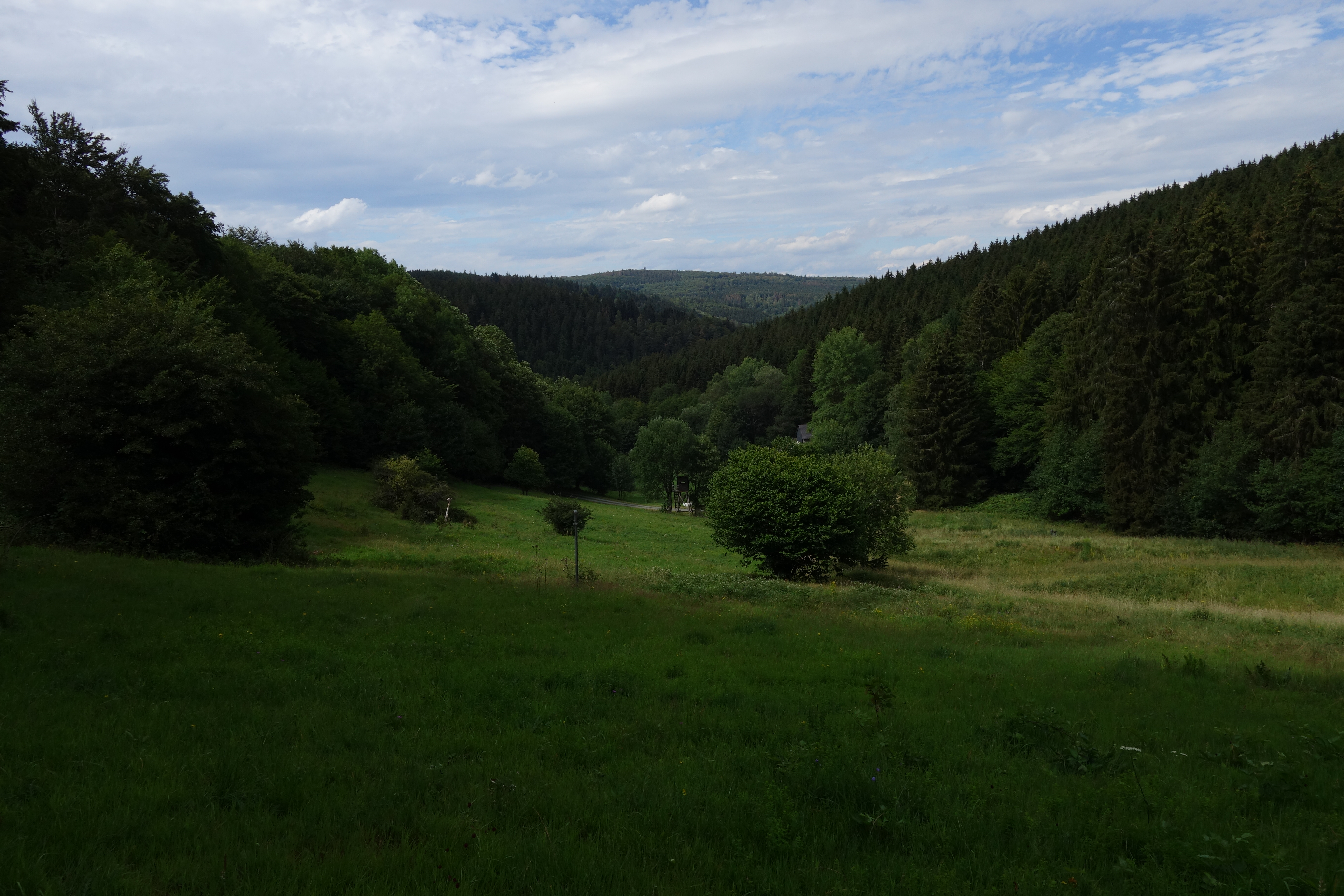
Talgrund zwischen Sängelberg (links) und Pfaffenrod (rechts); in der Mitte am Horizont der Pferdskopf, davor der östliche Ausläufer des Judenkopfs.
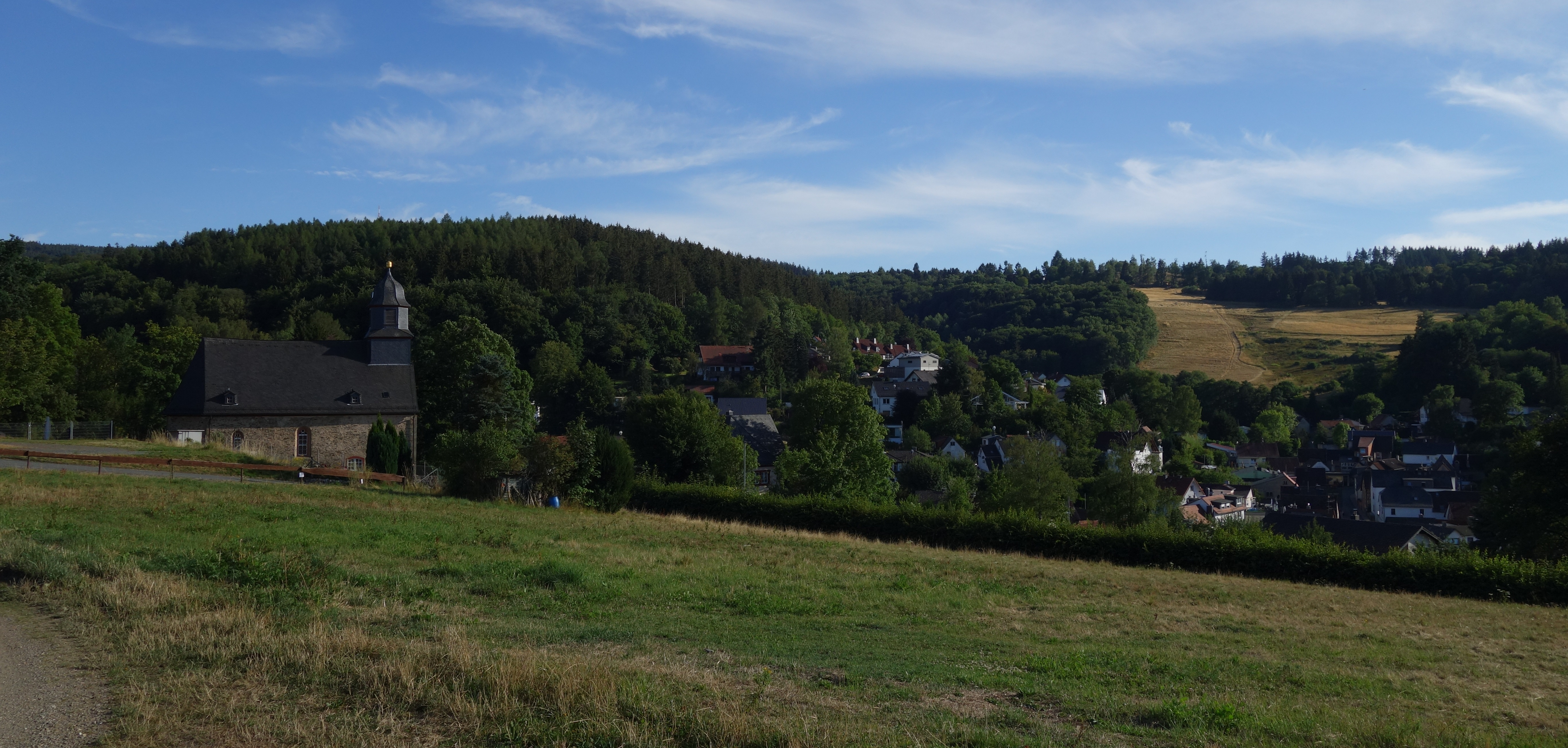
Arnoldshain: Blick gen Junkernberg (636 m, links) und Arnoldshainer Wiesenhang (rechts)

### Nachbargemeinden
Schmitten grenzt im Norden an die Gemeinde Weilrod und die Stadt Usingen, im Osten an die Städte Neu-Anspach und Bad Homburg, im Süden an die Städte Oberursel und Königstein sowie im Westen an die Gemeinden Glashütten und Waldems (letztere im Rheingau-Taunus-Kreis).

### Gliederung
Die Gemeinde besteht aus den neun Ortsteilen, die bis zur Gebietsreform von 1972 selbstständige Gemeinden waren.
| Ortsteil                  | Wappen                               | Fläche in km² | Einwohner |
| ------------------------- | ------------------------------------ | ------------- | --------- |
| Arnoldshain               | Wappen von Arnoldshain               | 8,26          | 2.050     |
| Brombach                  | Wappen von Brombach                  | 2,98          | 518       |
| Dorfweil                  | Wappen von Dorfweil                  | 3,67          | 716       |
| Hunoldstal                | Wappen von Hunoldstal                | 2,22          | 415       |
| Niederreifenberg          | Wappen von Niederreifenberg          | 4,15          | 1.546     |
| Oberreifenberg            | Wappen von Oberreifenberg            | 3,83          | 2.144     |
| Schmitten (alte Gemeinde) | Wappen von Schmitten (alte Gemeinde) | 4,05          | 1.473     |
| Seelenberg                | Wappen von Seelenberg                | 3,41          | 566       |
| Treisberg                 | Wappen von Treisberg                 | 2,87          | 151       |

## Geschichte

### Überblick
Schmitten wird als „Waldschmidt“ erstmals 1399 urkundlich genannt, der Name bezieht sich auf eine im Wald ansässige Nagel-Schmiede, welche der Burg Hattstein (1215 erwähnt) zugeordnet wird. Die Hattsteiner Ritter („Hazechenstein“) waren mit den Reifenbergern („Riffinberg“) verwandt, vermutlich sogar identisch. Die Ursprünge dieser Familie stammen entweder aus dem Westerwald nördlich der Lahn oder aus der Gegend um Limburg. In der „Walsdorfer Gründungsurkunde“ von 1156 wird ein „Guntramus de Hazechenstein“ benannt.
Die Hattsteiner Ritter, deren Burg mehrfach zerstört wurde, hatten Besitzungen in Bad Camberg, Usingen („Hattsteinweiher“), Stockheim, Weilbach, Aschaffenburg, Mainaschaff, Königstein und in Frankfurt am Main. Auch sind die Hattsteiner an der Gründung der Wetterauer Burg Münzenberg beteiligt.
Das Geschlecht derer von Reiffenberg und derer von Hattstein war über das Mittelalter eine der einflussreichsten Familien im südlichen Hessen.
- Philipp von Reifenberg war Kaiserlicher Kriegsrat, Kurfürstlich-Mainzischer Rat und Amtmann; † 1548.
- Marquard von Hattstein war (1560–1581) Bischof von Speyer.
- Johann Heinrich von Reifenberg war Kaiserlicher Rat und Kammerherr; † 4. März 1628 (1613 in den Freiherrenstand versetzt).
- Philipp Ludwig Freiherr von Reiffenberg war Domherr zu Mainz und Trier und erster Statthalter Erfurts; † 23. März 1686.

Zusammen mit den Kronberger Rittern erklärten die Hattsteiner und Reiffenberger der Stadt Frankfurt im Jahr 1389 die sogenannte „Kronberger Fehde“. Als am 14. Mai die Frankfurter mit einem Groß-Aufgebot zur Burg Kronberg zogen, eilten hanauische und kurpfälzische Truppen den Belagerten zu Hilfe, vertrieben die Frankfurter bei der „Schlacht von Eschborn“ und nahmen zahlreiche Gefangene, darunter den Bürgermeister und sämtliche Bäcker und Schuhmacher der Stadt. Erst die Lösegeld-Zahlung von 73.000 Goldgulden beendete den Streit mit Frankfurt und begründete den Bau der „Frankfurter Landwehr“ und der vier Warten.
Das Geschlecht der Hattsteiner Ritter, das untrennbar mit der Geschichte Schmittens verbunden war, endete mit dem Tod von Johann Constantin Philipp von Hattstein (1767).
Die heutige Gemeinde Schmitten im Taunus entstand im Zuge der Gebietsreform in Hessen. Zum 1. April 1972 fusionierten die bis dahin selbständigen Gemeinden Schmitten, Brombach, Hunoldstal und Seelenberg in einem ersten Schritt freiwillig zur neuen Schmitten zusammen. Die dadurch entstandene Gemeinde wurde am 1. August 1972 kraft Landesgesetzes mit den Gemeinden Arnoldshain, Dorfweil, Reifenberg und Treisberg zur heutigen Gemeinde Schmitten zusammengeschlossen. Die Gemeinde Reifenberg war am 31. Dezember 1971 durch freiwilligen Zusammenschluss der damals zum Main-Taunus-Kreis gehörenden Gemeinden Nieder- und Oberreifenberg entstanden, um der Zusammenführung mit Schmitten zu entgehen, bestand jedoch nur wenige Monate. Gegen den Willen der Reifenberger beschloss der Hessische Landtag am 11. Juli 1972 mit den Stimmen von SPD und FDP das Neugliederungsgesetz, in dem die Großgemeinde Schmitten zum 1. August 1972 gebildet wurde. Die Landesregierung hatte „Weilspringe“ als Namen der Großgemeinde vorgeschlagen. Nachdem dieser Vorschlag weder in den oberen, noch in den unteren Ortsteilen auf Zustimmung stieß, wurde Schmitten als Name festgelegt. Ortsbezirke nach der Hessischen Gemeindeordnung wurden in Schmitten nicht gebildet.

### Staats- und Verwaltungsgeschichte im Überblick
Die folgende Liste zeigt die Staaten und Verwaltungseinheiten, denen Schmitten angehörte:
- vor 1806: Heiliges Römisches Reich, Herrschaft Reifenberg
- ab 1806: Herzogtum Nassau, Amt Reifenberg
- ab 1816: Herzogtum Nassau, Amt Usingen
- ab 1849: Herzogtum Nassau, Kreisamt Idstein
- ab 1854: Herzogtum Nassau, Amt Usingen
- ab 1867: Königreich Preußen, Provinz Hessen-Nassau, Regierungsbezirk Wiesbaden, Obertaunuskreis
- ab 1871: Deutsches Reich, Königreich Preußen, Provinz Hessen-Nassau, Regierungsbezirk Wiesbaden, Obertaunuskreis
- ab 1918: Deutsches Reich, Freistaat Preußen, Provinz Hessen-Nassau, Regierungsbezirk Wiesbaden, Obertaunuskreis
- ab 1886: Deutsches Reich, Königreich Preußen, Provinz Hessen-Nassau, Regierungsbezirk Wiesbaden, Kreis Usingen
- ab 1932: Deutsches Reich, Königreich Preußen, Provinz Hessen-Nassau, Regierungsbezirk Wiesbaden, Obertaunuskreis
- ab 1933: Deutsches Reich, Königreich Preußen, Provinz Hessen-Nassau, Regierungsbezirk Wiesbaden, Landkreis Usingen
- ab 1944: Deutsches Reich, Freistaat Preußen, Provinz Nassau, Landkreis Usingen
- ab 1945: Deutsches Reich, Amerikanische Besatzungszone, Groß-Hessen, Regierungsbezirk Wiesbaden, Landkreis Usingen
- ab 1946: Deutsches Reich, Amerikanische Besatzungszone, Hessen, Regierungsbezirk Wiesbaden, Landkreis Usingen
- ab 1949: Bundesrepublik Deutschland, Hessen, Regierungsbezirk Wiesbaden, Landkreis Usingen
- ab 1968: Bundesrepublik Deutschland, Hessen, Regierungsbezirk Darmstadt, Landkreis Usingen
- ab 1972: Bundesrepublik Deutschland, Hessen, Regierungsbezirk Darmstadt, Hochtaunuskreis

### Jüdische Gemeinde

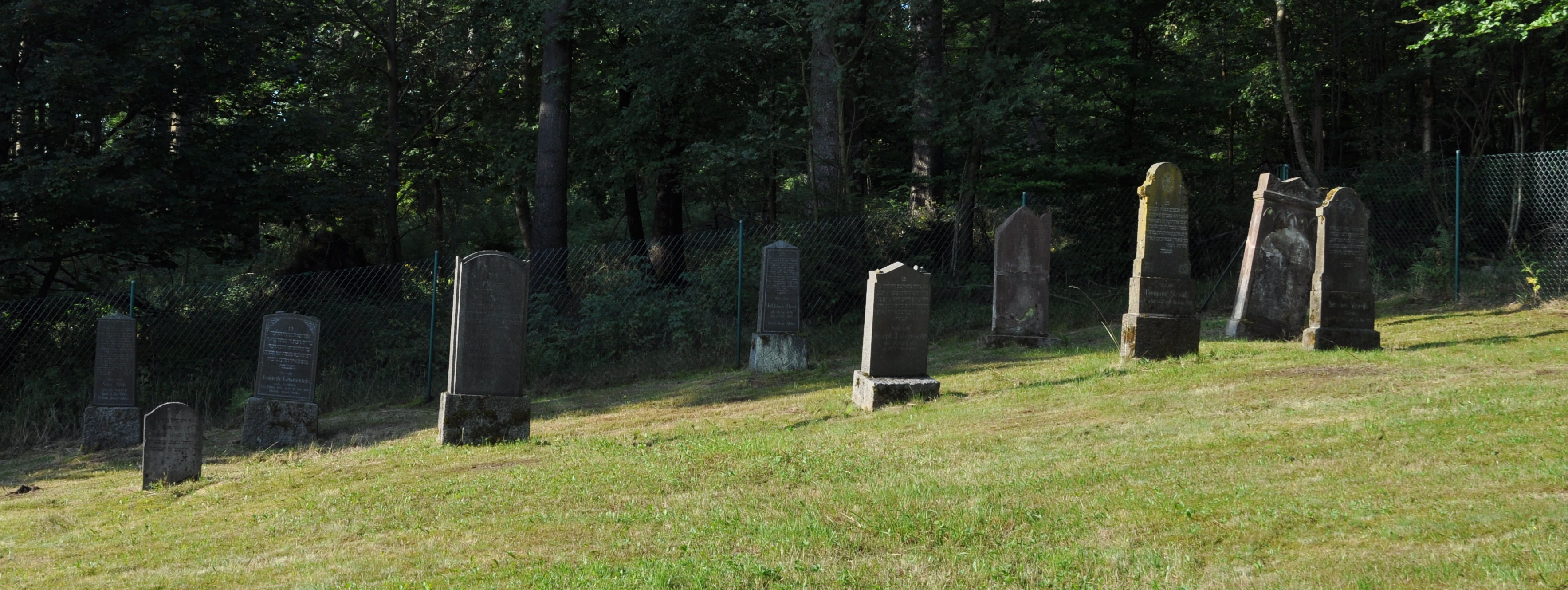
Jüdischer Friedhof

Ab etwa 1800 bestand in Schmitten eine kleine jüdische Gemeinde. Am 15. November 1844 wurde die Synagoge dieser Gemeinde eingeweiht, die Platz für 57 Männer und 24 Frauen bot. Die jüdische Gemeinde selbst bestand 1843 aus 27, 1890 aus 20 und 1932 nur noch aus 14 Personen. Am 12. Juli 1890 verfügte der Landrat des Kreises Usingen die Zusammenlegung der Schmittener jüdischen Gemeinde mit der aus Anspach. Gegen diese Verfügung wehrte sich die jüdische Gemeinde in Schmitten, die sechs Familien umfasste. Der Kultusvorsteher Sina Heß erreichte eine Rücknahme dieses Beschlusses durch das Regierungspräsidium mit Schreiben vom 30. Juli 1880 und den Erhalt der Unabhängigkeit der Schmittener Gemeinde.
Koordinate Synagoge: 50° 16′ 8,2″ N, 8° 26′ 39,6″ O
In den 1920er Jahren schloss sich die jüdische Gemeinde mit der aus Usingen zusammen. In der Zeit des Nationalsozialismus wurde die jüdische Gemeinde zerstört. 1937 wohnte nur noch eine vierköpfige jüdische Familie in Schmitten. Am 9. November 1938 wurde auch die Synagoge in Schmitten durch die Nazis geschändet. 1945 hatten die Nationalsozialisten alle Juden Schmittens ermordet. Die Synagoge wurde für 200 Reichsmark von der Gemeinde erworben und für 600 Reichsmark einem Privatmann verkauft. Am 8. Juli 1995 wurde die ehemalige Synagoge wegen Baufälligkeit abgerissen. Nach dem Zweiten Weltkrieg machte die JRSO Entschädigungsforderungen bezüglich der zerstörten Synagoge geltend und erhielt 1961 vom Regierungspräsidium Darmstadt eine Entschädigung von 27.000 DM zugesprochen.

#### Jüdischer Friedhof
Koordinate jüdischer Friedhof: 50° 16′ 6,1″ N, 8° 25′ 46,1″ O
Etwa zwei Kilometer außerhalb von Schmitten, oberhalb des Wasserwerkes am Hang des Judenkopfes, befindet sich der jüdische Friedhof. Der Friedhof wurde 1820 angelegt. Ungefähr im Jahre 1935 erfolgte die letzte Beisetzung. Auf dem Friedhof stehen noch neun Grabsteine mit hebräischen und deutschen Inschriften. Der zehnte Grabstein von 1812 stammt vom jüdischen Friedhofs Arnoldshains. Dieser Stein wurde etwa 1974 entdeckt und danach auf den Friedhof Schmitten versetzt. Der Friedhof wird heute von der Zivilgemeinde gepflegt.

Anspach |
Bad Homburg vor der Höhe |
Burgholzhausen |
Falkenstein |
Grävenwiesbach |
Hasselbach |
Kronberg im Taunus |
Oberursel |
Schmitten im Taunus |
Seulberg |
Usingen |
Wehrheim

#### Stolpersteine

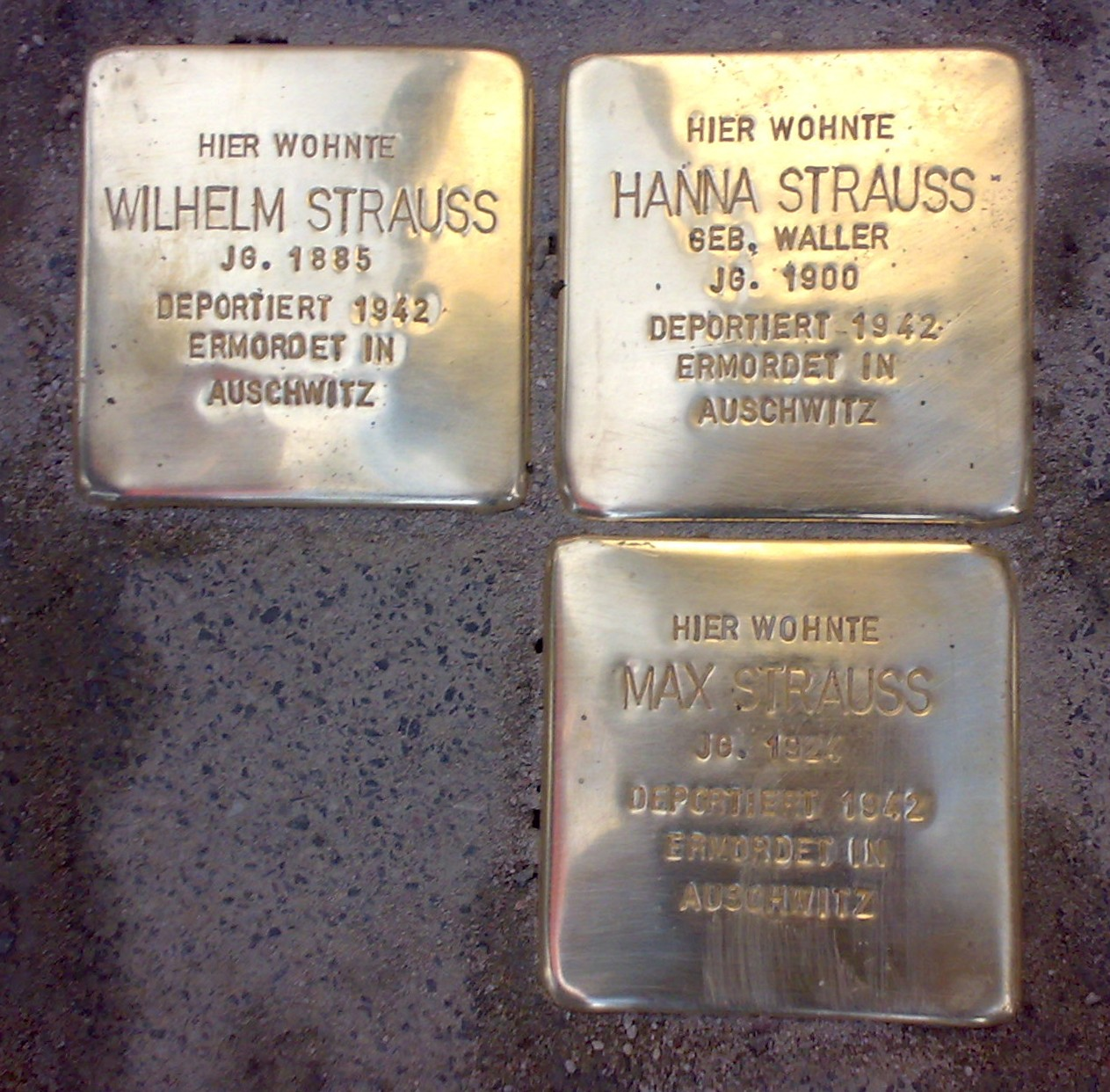
Stolpersteine

Die einzigen drei Stolpersteine in der Gemeinde Schmitten im Taunus wurden um den 12. Oktober 2009 verlegt.
Koordinaten Stolpersteine: 50° 16′ 8,9″ N, 8° 26′ 30,8″ O

#### Gedenkorte an Jüdisches Leben in Schmitten
An das jüdische Leben in Schmitten erinnern seit dem 15. Juli 1995 ein Gedenkstein in der Wiegerstraße (ehemalige Synagogenstraße) an der Stelle der ehemaligen Synagoge, drei Stolpersteine vor dem früheren Hotel der Familie Strauss und die Reste des jüdischen Friedhofs in der Nähe des Weißen Steins.

## Bevölkerung

### Einwohnerstruktur 2011
Nach den Erhebungen des Zensus 2011 lebten am Stichtag, dem 9. Mai 2011, in Schmitten 8824 Einwohner. Nach dem Lebensalter waren 1659 Einwohner unter 18 Jahren, 3723 zwischen 18 und 49, 420 zwischen 50 und 64 und 309 Einwohner waren älter. Unter den Einwohnern waren 710 (8,0 %) Ausländer, von denen 458 aus dem EU-Ausland, 155 aus anderen europäischen Ländern und 99 aus anderen Staaten kamen. (Bis zum Jahr 2020 erhöhte sich die Ausländerquote auf 14,5 %.) Die Einwohner lebten in 3738 Haushalten. Davon waren 1032 Singlehaushalte, 1179 Paare ohne Kinder und 1230 Paare mit Kindern, sowie 231 Alleinerziehende und 63 Wohngemeinschaften. In 744 Haushalten lebten ausschließlich Senioren und in 2598 Haushaltungen leben keine Senioren.

### Einwohnerentwicklung
| Schmitten: Einwohnerzahlen von 1834 bis 2020 | Schmitten: Einwohnerzahlen von 1834 bis 2020 | Schmitten: Einwohnerzahlen von 1834 bis 2020 | Schmitten: Einwohnerzahlen von 1834 bis 2020 | Schmitten: Einwohnerzahlen von 1834 bis 2020 |
| --- | -------------------------------------------- | -------------------------------------------- | -------------------------------------------- | -------------------------------------------- |
| Jahr |                                              |                                              |                                              | Einwohner                                    |
| 1834 | 1834                                         |                                              | 614                                          | 614                                          |
| 1840 | 1840                                         |                                              | 643                                          | 643                                          |
| 1846 | 1846                                         |                                              | 690                                          | 690                                          |
| 1852 | 1852                                         |                                              | 681                                          | 681                                          |
| 1858 | 1858                                         |                                              | 731                                          | 731                                          |
| 1864 | 1864                                         |                                              | 772                                          | 772                                          |
| 1871 | 1871                                         |                                              | 767                                          | 767                                          |
| 1875 | 1875                                         |                                              | 828                                          | 828                                          |
| 1885 | 1885                                         |                                              | 754                                          | 754                                          |
| 1895 | 1895                                         |                                              | 835                                          | 835                                          |
| 1905 | 1905                                         |                                              | 703                                          | 703                                          |
| 1910 | 1910                                         |                                              | 697                                          | 697                                          |
| 1925 | 1925                                         |                                              | 653                                          | 653                                          |
| 1939 | 1939                                         |                                              | 699                                          | 699                                          |
| 1946 | 1946                                         |                                              | 966                                          | 966                                          |
| 1950 | 1950                                         |                                              | 984                                          | 984                                          |
| 1956 | 1956                                         |                                              | 902                                          | 902                                          |
| 1961 | 1961                                         |                                              | 908                                          | 908                                          |
| 1967 | 1967                                         |                                              | 988                                          | 988                                          |
| 1970 | 1970                                         |                                              | 1.055                                        | 1.055                                        |
| 1973 | 1973                                         |                                              | 6.790                                        | 6.790                                        |
| 1975 | 1975                                         |                                              | 6.963                                        | 6.963                                        |
| 1980 | 1980                                         |                                              | 7.534                                        | 7.534                                        |
| 1985 | 1985                                         |                                              | 7.788                                        | 7.788                                        |
| 1990 | 1990                                         |                                              | 7.872                                        | 7.872                                        |
| 1995 | 1995                                         |                                              | 8.074                                        | 8.074                                        |
| 2000 | 2000                                         |                                              | 8.555                                        | 8.555                                        |
| 2005 | 2005                                         |                                              | 8.939                                        | 8.939                                        |
| 2010 | 2010                                         |                                              | 8.814                                        | 8.814                                        |
| 2015 | 2015                                         |                                              | 9.047                                        | 9.047                                        |
| 2020 | 2020                                         |                                              | 9.443                                        | 9.443                                        |
| Datenquelle: Historisches Gemeindeverzeichnis für Hessen: Die Bevölkerung der Gemeinden 1834 bis 1967. Wiesbaden: Hessisches Statistisches Landesamt, 1968. Weitere Quellen: LAGIS; Hessisches Statistisches Informationssystem; Zensus 2011 Ab 1972 einschließlich der im Zuge der Gebietsreform in Hessen eingegliederten Orte. |                                              |                                              |                                              |                                              |

### Religion

#### Evangelisch

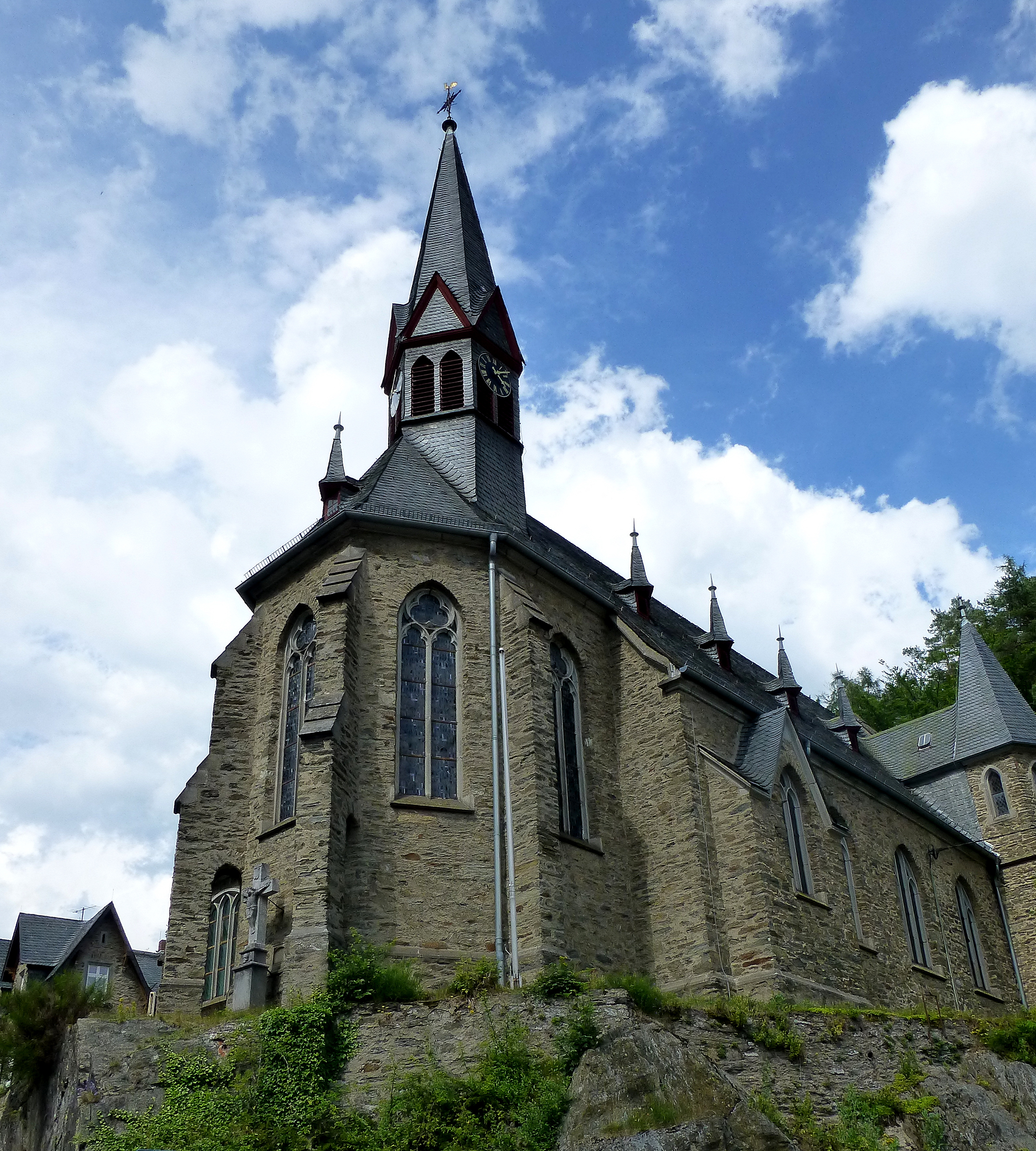
Kirche St. Karl Borromäus

- Evangelische Kirchengemeinde Arnoldshain, zuständig für die Ortsteile Arnoldshain, Schmitten, Seelenberg, Oberreifenberg und Niederreifenberg
- Evangelische Kirchengemeinde Weilnau (in Weilrod), zuständig für den Ortsteil Treisberg
- Evangelische Kirchengemeinde Rod am Berg (in Neu-Anspach), zuständig für die Ortsteile Hunoldstal, Brombach und Dorfweil

#### Katholisch
Die vier ehemaligen katholischen Pfarrgemeinden sind seit 1. Januar 2014 Teil der Pfarrei neuen Typs St. Franziskus und Klara – Usinger Land. Sitz der Pfarrgemeinde ist Neu-Anspach. Kirchorte in Schmitten sind:
- St. Karl Borromäus, Schmitten
- St. Kasimir, Seelenberg
- St. Johannes der Täufer, Niederreifenberg
- St. Georg, Oberreifenberg

#### Evangelisch-methodistisch
- Evangelisch-methodistische Kirche Brombach

#### Daten zur Religionszugehörigkeit
Historisch verläuft durch die heutige Großgemeinde Schmitten eine konfessionelle Grenze. Während die oberen Ortsteile (Ober- und Niederreifenberg, Seelenberg) katholisch waren, waren die unteren Ortsteile protestantisch. Die folgenden Angaben für 1885 und 1961 beziehen sich auf den Ortsteil Schmitten, nicht auf die Großgemeinde, die Angaben ab 1987 auf die Großgemeinde.
| Jahr  | Anzahl                                                                                        |
| ----- | --------------------------------------------------------------------------------------------- |
| 1885: | 358 evangelische (= 47,48 %), 371 katholische (= 49,20 %), 25 jüdische (= 3,32 %) Einwohner   |
| 1961: | 403 evangelische (= 44,38 %), 493 katholische (= 54,30 %) Einwohner                           |
| 1987: | 2577 evangelische (= 46,0 %), 3232 katholische (= 45,1 %), 1359 sonstige (= 19,9 %) Einwohner |
| 2011: | 2516 evangelische (= 28,5 %), 2748 katholische (=31,1 %), 3561 sonstige (= 40,4 %) Einwohner  |

## Politik
Von Beginn an prägt der Gegensatz der Ortsteile die Gemeindepolitik. Es bestehen traditionell zwei freie Wählergemeinschaften in der Großgemeinde: Die FWG, die den Bürgermeister stellt, hat ihren Kern in Arnoldshain, der UBB seinen Schwerpunkt sowohl in Ober- als auch in Niederreifenberg. Bei der Kommunalwahl 2016 kam mit der Bürgerliste Neue offene Wählergemeinschaft (b-now) eine dritte Wählergemeinschaft hinzu. Bei der Bürgermeisterwahl 2014 wurde dies erneut deutlich. Während Bürgermeister Kinkel (FWG) in den unteren Ortsteilen Ergebnisse etwa 70 Prozent erreichen konnte, gelang dies Herausforderer Karl-Heinz Bös, der von CDU, UBB und Grünen unterstützt wurde, genauso deutlich in den oberen Ortsteilen.

### Gemeindevertretung
| Gemeindevertretung – Kommunalwahlen 2021 | Gemeindevertretung – Kommunalwahlen 2021                                                             |
| --- | --- |
| Stimmenanteil in %Wahlbeteiligung: 55,2 % 403020100 33,028,912,34,94,54,1 CDUFWGb-nowcGrüneSPDFDPAfDGewinne und Verlusteim Vergleich zu 2016 %p 12 10 8 6 4 2 0 −2 −4 −6+10,4−0,1−4,4+2,0−0,3−1,2+4,1CDUFWGb-nowGrüneSPDFDPAfDAnmerkungen:c Bürgerliste Neue offene Wählergemeinschaft | SitzverteilungInsgesamt 31 Sitze - SPD: 2 - Grüne: 4 - b-now: 4 - FDP: 1 - FWG: 9 - CDU: 10 - AfD: 1 |

### Bürgermeister
Nach der hessischen Kommunalverfassung wird der Bürgermeister für eine sechsjährige Amtszeit gewählt, seit dem Jahr 1993 in einer Direktwahl, und ist Vorsitzender des Gemeindevorstands, dem in der Gemeinde Schmitten neben dem Bürgermeister ehrenamtlich ein Erster Beigeordneter und sieben weitere Beigeordnete angehören. Bürgermeisterin ist seit dem 17. Februar 2021 Julia Krügers (CDU). Sie wurde als Nachfolgerin von Marcus Kinkel, der nach drei Amtszeiten nicht wieder angetreten war, am 1. November 2020 im ersten Wahlgang bei 61,78 Prozent Wahlbeteiligung mit 59,22 Prozent der Stimmen gewählt.
Amtszeiten der Bürgermeister
- 2021–2027 Julia Krügers (CDU)[23]
- 2003–2021 Marcus Kinkel (FWG) (ab August 2018 parteilos)[24]
- 1997–2003 Markus Töpfer (CDU)
- 1991–1997 Josef Braun (FWG)
- 1973–1991 Georg Hahl (CDU)
- 1972 Hans Kinkel (FWG) (staatsbeauftragter Bürgermeister)

Ein großer politischer Skandal der Gemeinde war die Verhaftung des Bürgermeisters Georg Hahl wegen Korruptionsverdachts am Buß- und Bettag 1991. Neben Hahl wurden im Rahmen dieses Korruptionsskandals elf weitere Bürgermeister und Beamte im Hochtaunuskreis verhaftet. Ebenfalls viel beachtet war ein 2018 aufgedeckter Unterschlagungsfall. Ein Verwaltungsangestellter im Einwohnermeldeamt hatte zwischen 2013 und 2018 insgesamt 230.000 Euro veruntreut und wurde dafür 2020 rechtskräftig verurteilt. Die Höhe des verursachten Schadens wurde durch mehrere Mängel in der Organisationsstruktur der Gemeindeverwaltung möglich, zu denen auch der Bürgermeister Rede und Antwort stehen musste.

### Gemeindehaushalt
Von 2003 bis 2013 war der Gemeindehaushalt nicht mehr ausgeglichen. Die Schuldenhöhe stieg dadurch so stark an, dass die Gemeinde berechtigt war, im Rahmen des „Kommunalen Schutzschirms“ teilentschuldet zu werden. Die Gemeindevertretung hat dieses Angebot – gegen Stimmen von CDU und Grünen – 2012 abgelehnt. Dennoch wurde die Grundsteuer B in dem entsprechenden Maße angehoben, dass die Haushalte seit 2014 ausgeglichen sind.

### Wappen

Bannerflagge der Gemeinde Schmitten im Taunus

| Wappen von Schmitten im Taunus | Blasonierung: „In Silber drei rote Schrägbalken, von unten durch eine aufsteigende, geschweifte blaue Spitze geteilt, darin ein silberner Turm und beiderseits silberne Hammer und Schlägel.“ |
| Wappen von Schmitten im Taunus | Wappenbegründung: Die Schrägbalken im Hintergrund spielen wahrscheinlich auf die Herren von Hattstein an, und der Turm ist Teil von Hattstein, auch bekannt als Reifenberg, der im späten 12. Jahrhundert erbaut wurde und heute eine Ruine ist. Hammer und Schlägel symbolisieren den Bergbau. Das Wappen wurde vom Heraldiker Heinz Ritt gestaltet und am 6. Mai 1975 durch das Ministerium des Innern genehmigt. |

### Flagge
Die Flagge wurde der Gemeinde am 14. September 1987 durch das Ministerium des Innern genehmigt und wird wie folgt beschrieben:
„Die Flagge der Gemeinde Schmitten zeigt auf der von Rot, Weiß und Blau längsgeteilten Flaggenbahn in der oberen Hälfte das aufgelegte Gemeindewappen.“

### Partnerschaften
Schmitten unterhält seit 1981 Partnerschaften mit den französischen Gemeinden Courtomer, Moulins-la-Marche und Sainte-Gauburge-Sainte-Colombe.

## Kultur und Sehenswürdigkeiten

### Vereine
Größter Sportverein im Ortsteil Arnoldshain ist die Spvgg Hattstein, die vielfältige Sportaktivitäten anbietet.

### Luftkurort

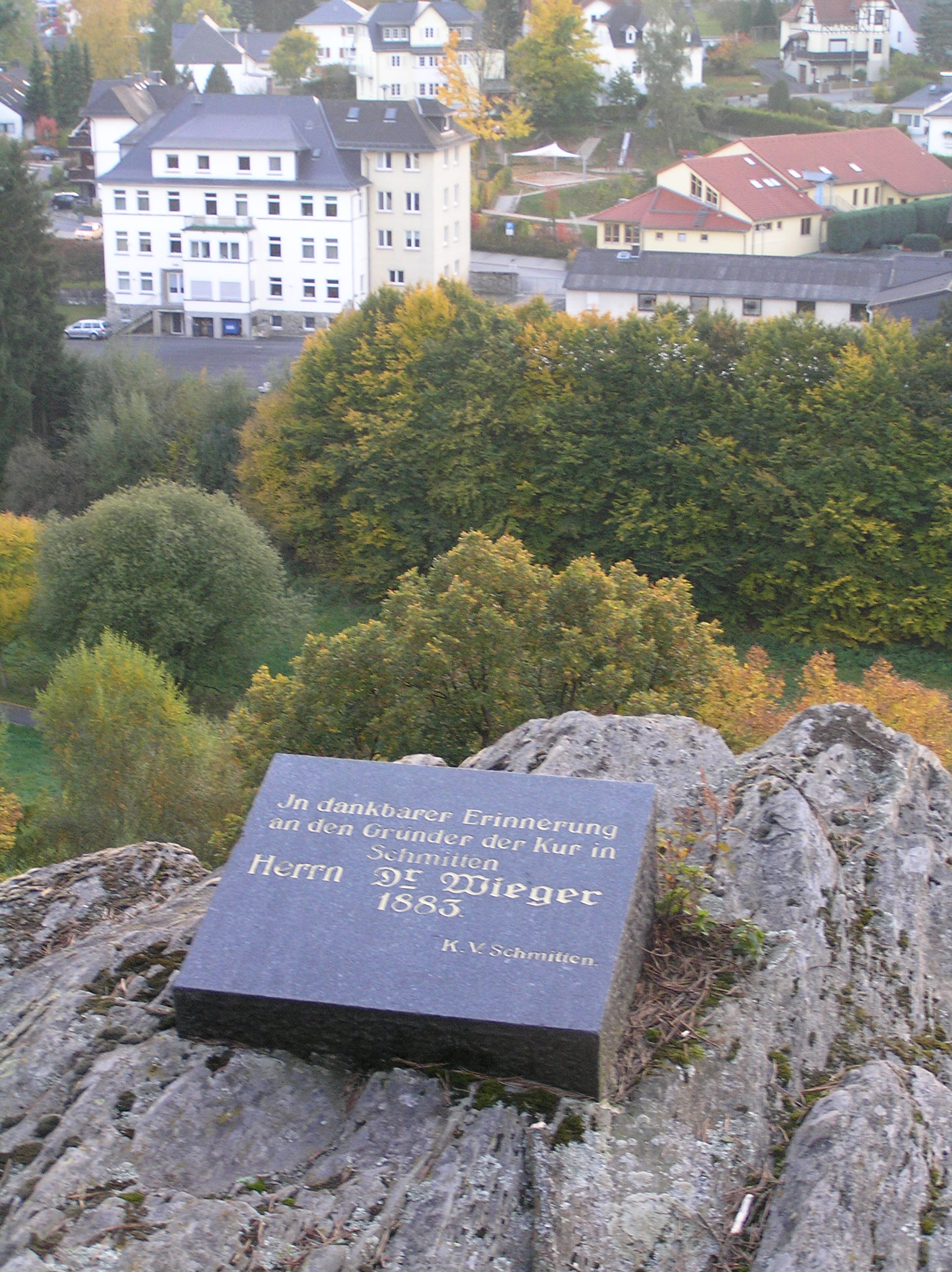
Tafel auf dem Wiegerfelsen (im Hintergrund befindet sich das Rathaus)

Im 19. Jahrhundert begann die Geschichte des Tourismus in der heutigen Großgemeinde Schmitten. Die Arbeit des Taunusklubs erschloss durch Wanderwege und Schutzhütten das Gebirge und die Feldbergfeste machten das Feldberggebiet als Reiseziel bekannt. 1860 wurde das erste Gasthaus auf dem Feldberg eröffnet.
Im Jahr 1883 gründete der Arzt Dr. Wieger (nach dem heute die Wiegerstraße in Schmitten sowie der Wiegerfelsen oberhalb des Ortes benannt ist) den Kurverein in Schmitten. Er hatte sich auf die Fahnen geschrieben, eine Postverbindung nach Oberursel einzurichten (hierzu wurde 1884 der Postverein gegründet), das Ortsbild zu verschönern, um es für die Besucher attraktiver zu machen und angemessene Übernachtungspreise festzusetzen.
Die Maßnahmen des Kurvereins hatten Erfolg. Von 125 Gästen im Jahr 1884 stieg die Besucherzahl auf 600 im Jahr 1908 und auf 3000 bis 4000 in den 20er Jahren. Auch prominente Besucher wie Kaiser Wilhelm II. (am 5. April 1910) oder die Zarenfamilie (am 10. September 1910) besuchten den Feldberg.
Der Kurverein löste sich 1928 auf. Die Kurverwaltung ging auf die Gemeinde über. Heute unterstützt der Tourismus- und Kulturverein die Gemeinde bei dieser Aufgabe.
Auch heute noch ist Schmitten staatlich anerkannter Luftkurort. Um dieses Prädikat zu behalten, werden in regelmäßigen Abständen Klimagutachten erstellt und die touristische Infrastruktur nachgewiesen. Jedoch ist die Bedeutung des Tourismus heute stark zurückgegangen. Schmitten ist heute eher Ziel von Tagestouristen als von Urlaubern. Entsprechend ist die Zahl der Hotels und Pensionen deutlich zurückgegangen.

### Grünflächen und Naherholung

#### Park
In der Ortsmitte zwischen Rathaus und Supermarkt befindet sich der Park. Das Gelände wurde seit 1762 als (ursprünglich katholischer) Friedhof genutzt. 1848 wurde der Friedhof erweitert und auch für evangelische Verstorbene genutzt. Die letzte Beerdigung fand 1897 statt. Nach der Räumung des Geländes um 1940 wurde es als Park genutzt.

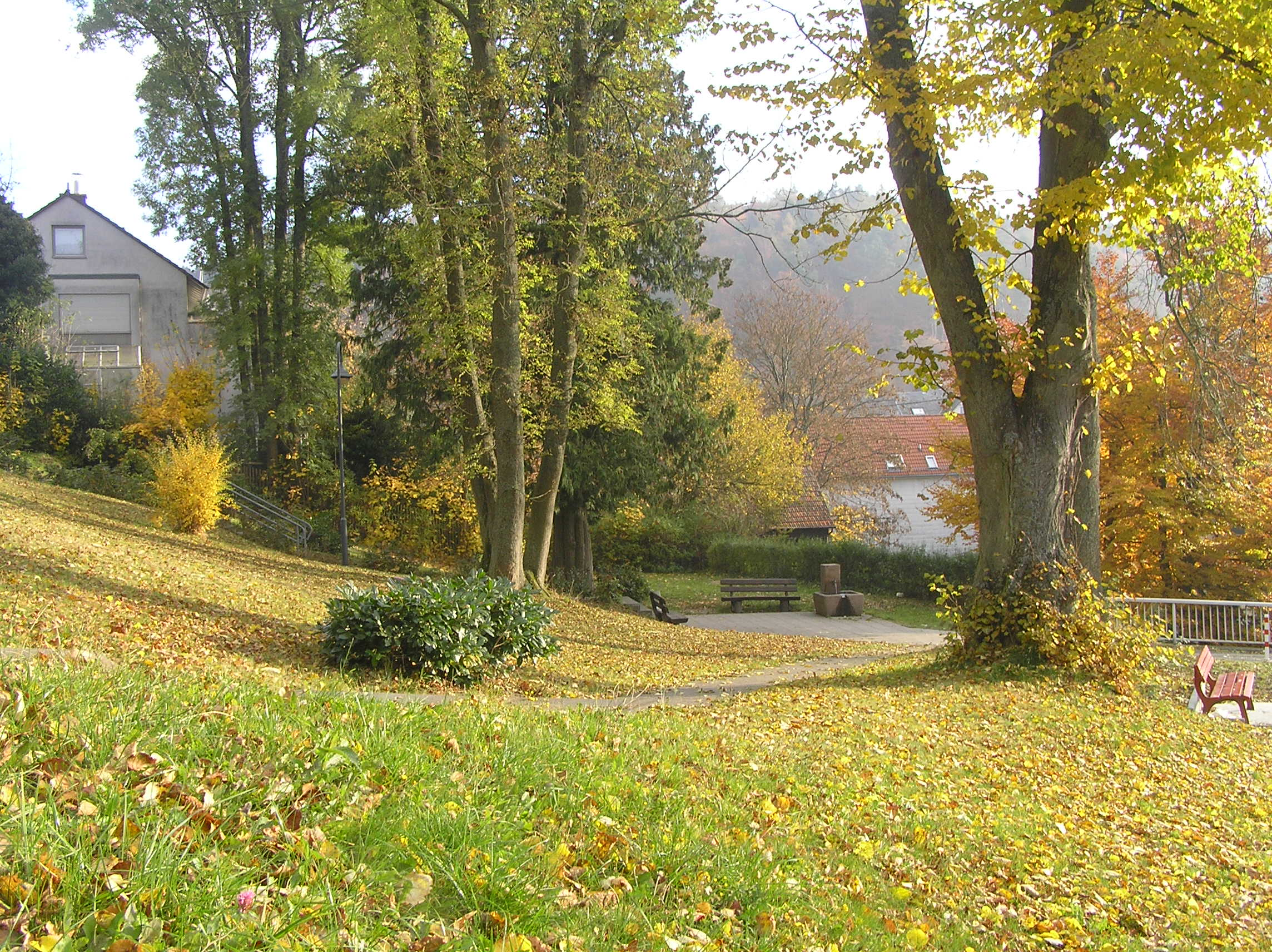
Park
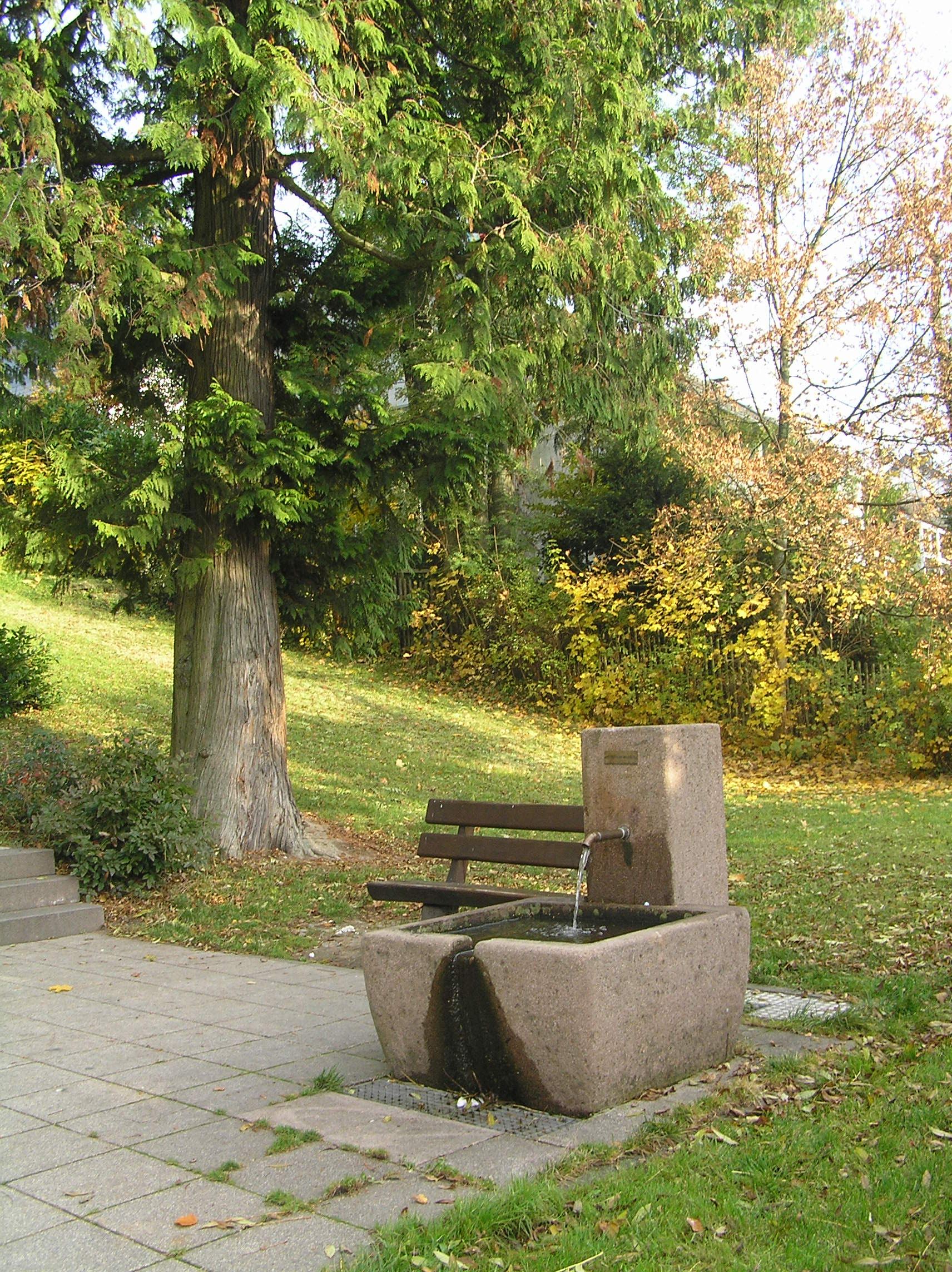
Brunnen

#### Heilklimapark
Auf dem Gebiet der Gemeinde Schmitten liegen zwei Einstiegsportale zum Heilklimapark Hochtaunus.

#### Großer Feldberg

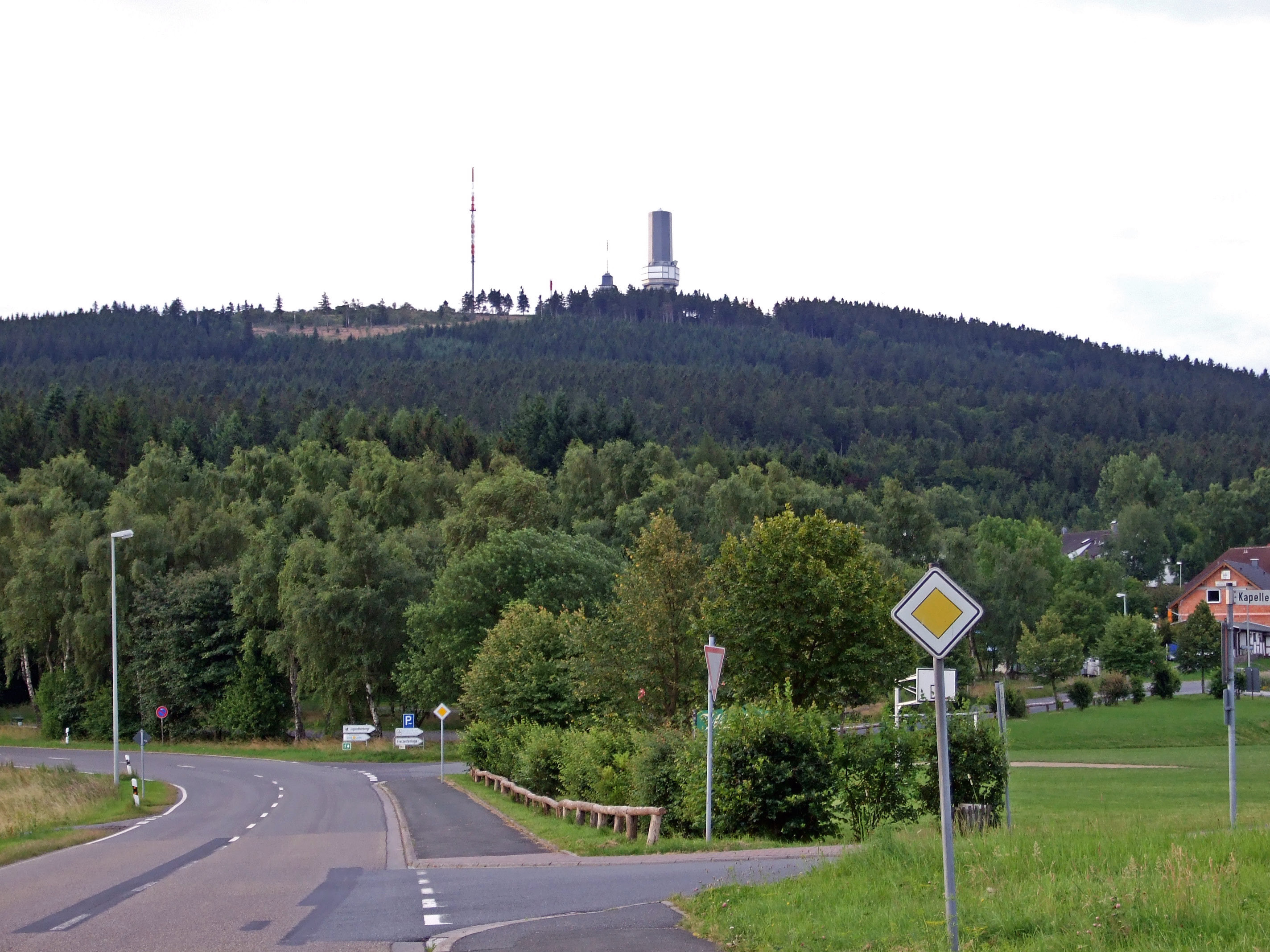
Feldbergblick von Oberreifenberg aus

Der höchste Berg des Taunus, der Große Feldberg, zieht jedes Jahr hunderttausende Besucher vor allem aus dem Rhein-Main-Gebiet an.
In Oberreifenberg sind Lifte für Ski- und Rodelvergnügen zu finden. Hauptattraktion ist die Natur des Taunus und viele Kilometer gepflegter Wanderwege.

#### Treisberg
Der Aussichtsturm auf dem 663 Meter hohen Pferdskopf bei Treisberg erlaubt einen weiten Blick über die Taunuslandschaft und ist Ziel vieler Ausflüge. Im Winter locken die Skilifte des Taunus Ski- und Schlittenfahrer.

#### Weiltal
Am Feldberg entspringend, schlängelt sich die Weil durch den Naturpark Taunus bis hin nach Weilburg. Längs der Weil führt der Weiltalweg. Beliebt ist der Besuch im Weiltal für Familien, Naturfreunde sowie für Motorrad- und Fahrradfahrer. Die Hochtaunusstraße erschließt auch das Weiltal für Automobiltouristen.
Neben dem jährlichen Weiltal-Marathon führt auch das traditionelle Fahrradrennen Rund um den Henninger-Turm durch das obere Weiltal.

### Bauwerke

#### Kulturdenkmäler
Die unter Denkmalschutz stehenden Gebäude der Gemeinde sind in der Liste der Kulturdenkmäler in Schmitten aufgeführt.

#### Limes
Die alte Grenze des römischen Reiches, der Limes, verläuft oberhalb von Nieder- und Oberreifenberg über den Taunuskamm. Auf dem Gebiet der Gemeinde Schmitten liegen die Römerkastelle Kleiner Feldberg, Altes Jagdhaus und Heidenstock. Die erhaltenen Grundmauern geben einen Einblick in den römischen Festungsbau.

#### Burgruine Reifenberg
Bergfried (Unterbau, etwa 33 Meter) und Wohnturm (Donjon) der Burg sind erhalten und überragen Oberreifenberg und das Weiltal.

#### Kirche St. Karl Borromäus
Sichtfang in der Kerngemeinde Schmitten ist die Kirche St. Karl Borromäus an der Kreuzung der beiden Durchfahrtsstraßen des Ortes. 1893 wurde die Kirche in neugotischem Stil errichtet. Baumaterial war der Taunusschiefer, der direkt am Bauplatz aus dem Felsen gewonnen wurde. Die Kirche wirkt daher wie in den Felsen eingepasst. Auch das benachbarte Pfarrhaus (die Kirche ist seit 1921 Pfarrkirche) ist aus dem gleichen Material erbaut.
Der einschiffige Innenraum ist von einer spitzbogigen Holztonnendecke überwölbt. Der eingezogene Chor mit Kreuzrippengewölbe hat einen dreiseitigen Abschluss. Die Ausstattung aus der Errichtungszeit wurde bei der Restaurierung 1967, 1984 und 1989 durch eine moderne Ausstattung ersetzt. Blickfang ist ein Flügelaltar des Mainzer Malers Thomas Vogel (1984) im neokubistischen Stil, Kreuztragung, Auferstehung und Offenbarung gegenüber dem Ungläubigen Thomas darstellend.
Eine Mariengrotte im Felsen am Kircheneingang war ursprünglich als Kriegsbunker vorgesehen; das Kriegsende 1945 kam dieser Nutzung zuvor. Die Marienfigur von Anneliese Degen stammt aus den 1950er Jahren, ebenso wie eine Pietà am Emporenaufgang.
Neben der Kirche führt eine Treppenanlage zum Wiegerfelsen, einem Aussichtspunkt über dem Ort.

Kirche St. Karl Borromäus
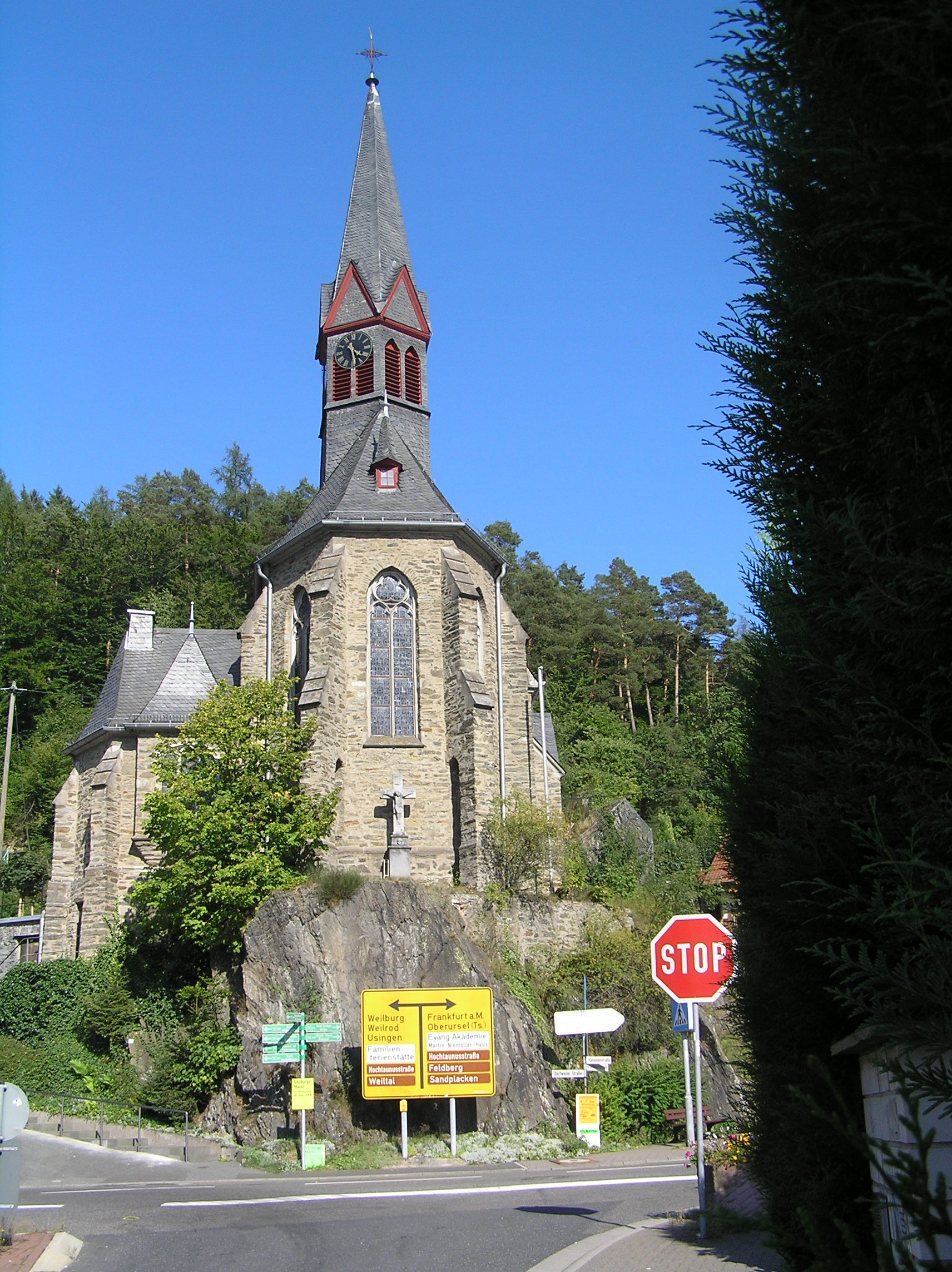
Schmitten Kirche, frontal von der Landesstraße 3025 (Schillerstraße) aus fotografiert
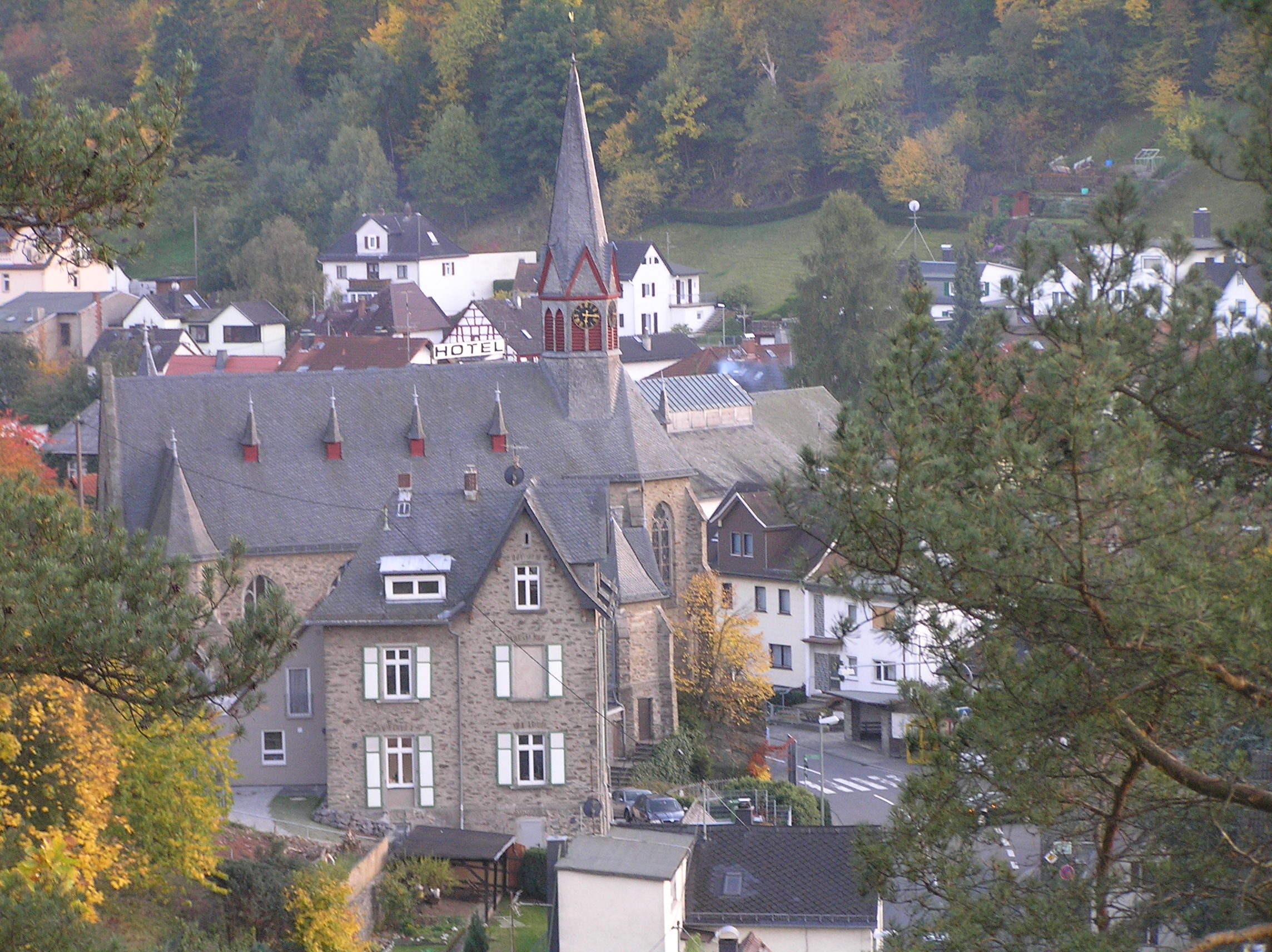
Schmitten Kirche, vom Wiegerfelsen aus fotografiert
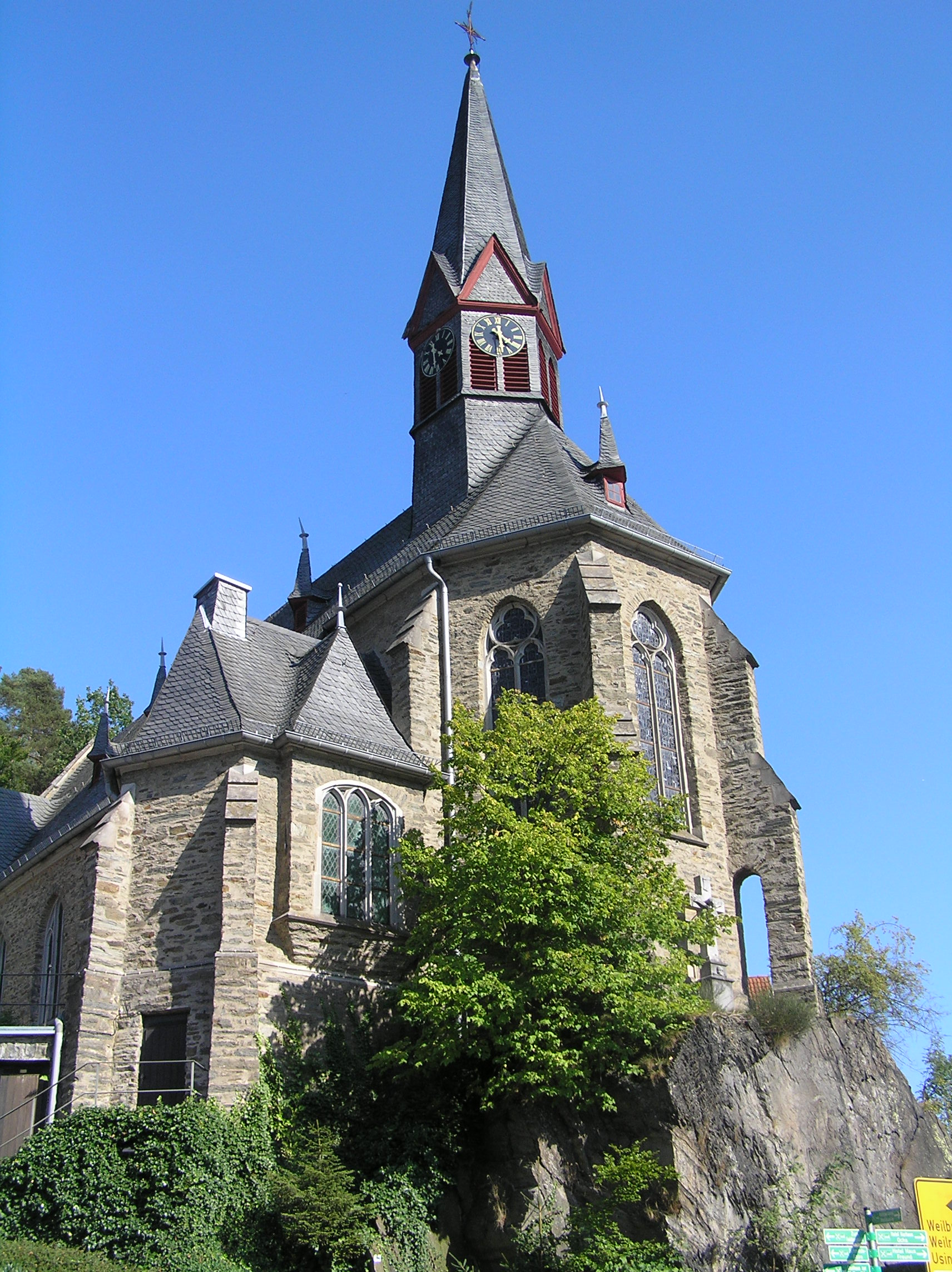
Schmitten Kirche, von der Dorfweiler Straße aus fotografiert

#### Kriegerdenkmal
Links vor der Kirche befindet sich das Kriegerdenkmal der Gemeinde Schmitten. Nach dem Ersten Weltkrieg wurde das Denkmal durch Spenden finanziert, durch den Frankfurter Bildhauer W. O. Prack geschaffen und am 25. Oktober 1925 eingeweiht. Im gleichen Stil wie die Kirche aus lokalem Stein gefertigt, wird das Denkmal durch einen Brunnen mit Löwenkopf gegründet. Darüber erhebt sich das eigentliche Denkmal aus einer Tafel mit der neutralen Inschrift „Die Gemeinde Schmitten – Ihren gefallenen Söhnen“. Darauf befindet sich eine Darstellung eines Soldaten, der einem verletzten Kameraden vergeblich versucht aufzuhelfen. Seitlich befindet sich eine Tafel mit den Namen der im Weltkrieg gefallenen Schmittener Bürger. Nach dem Zweiten Weltkrieg wurde eine zweite Tafel mit den damals Gefallenen ergänzt.

Kriegerdenkmal
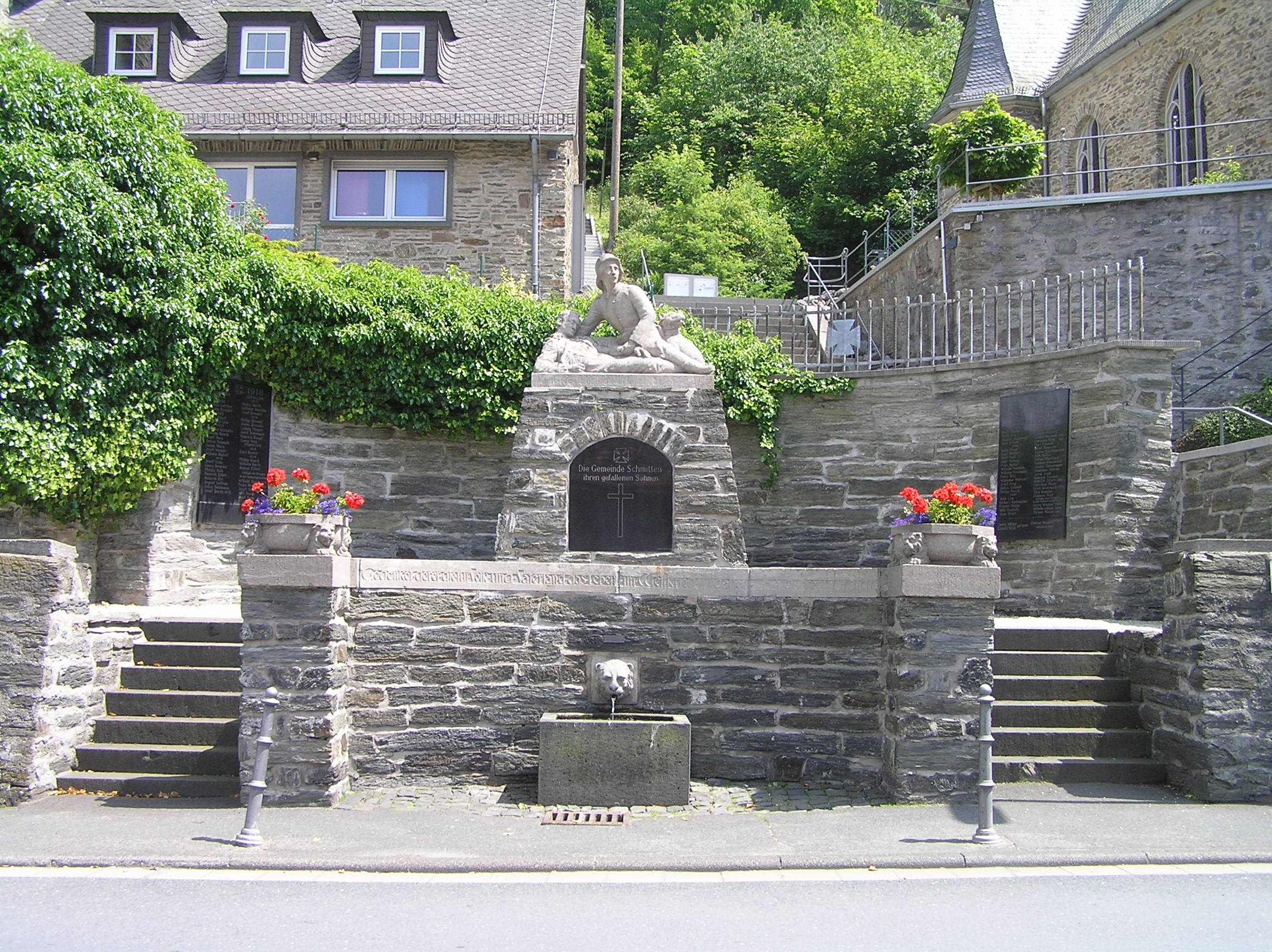
Kriegerdenkmal
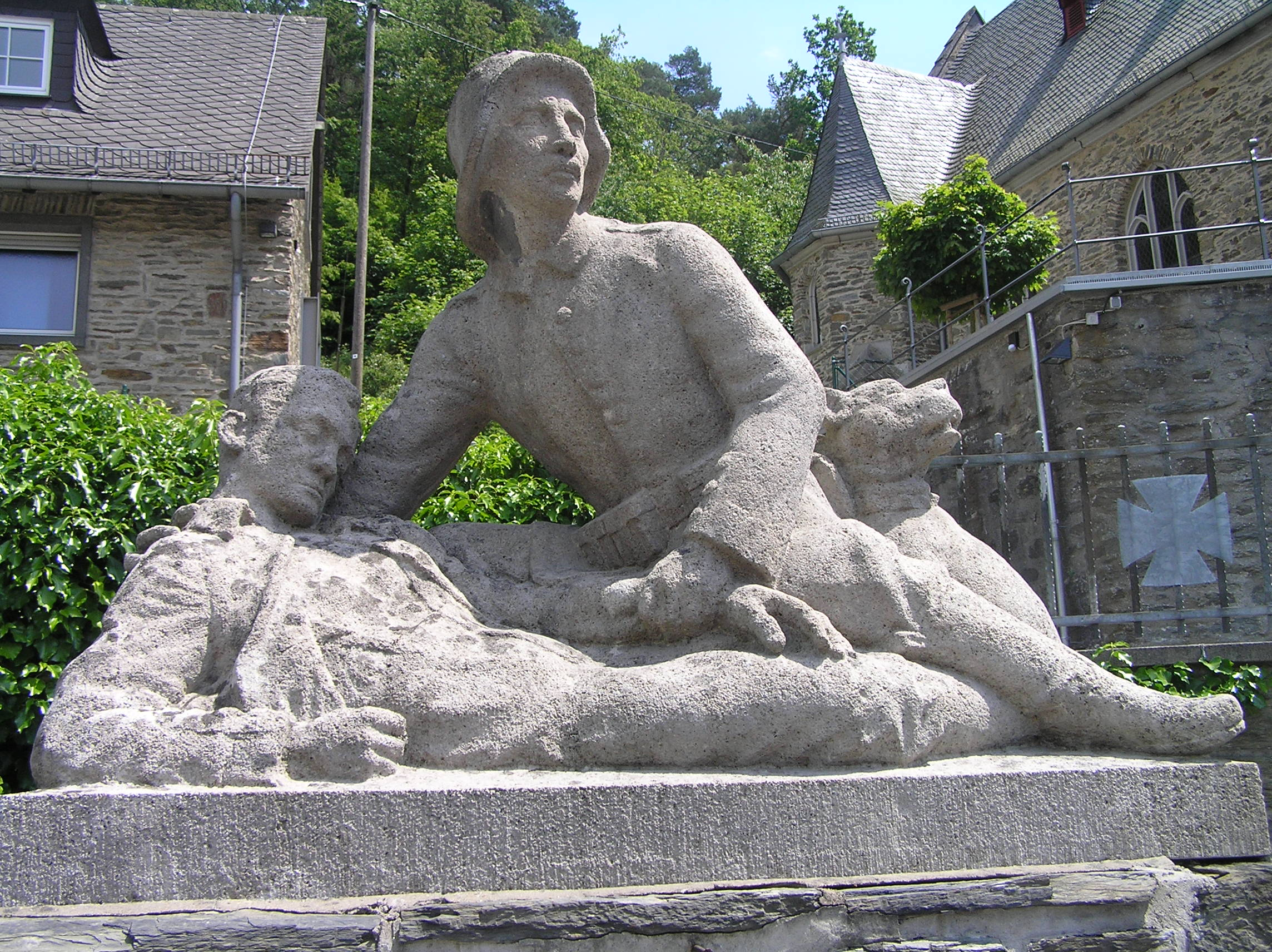
Detailansicht

#### Fachwerkhäuser
Der Ortskern von Schmitten verfügt über vereinzelte Fachwerkhäuser:
- Eckhaus Zum Feldberg/Schillerstraße
- Kanonenstraße 6–8 (1896; „Kurhaus Ochs“)
- Wenzelstraße 1 (Um 1750; Rest einer größeren Hofanlage mit Nagelschmiede, im 19. Jahrhundert Forsthaus von Schmitten)
- Zum Feldberg 6 („Schwalbenhof“)

## Wirtschaft und Infrastruktur
Mit einem Kaufkraftindex von 123,2 im Jahr 2020 verfügt die Gemeinde Schmitten über einen überdurchschnittlichen Wert (Bundesdurchschnitt: 100).

### Verkehr
Das Weiltal war seit jeher ein Verkehrsweg von der Rhein-Main-Ebene nach Weilburg. Die Passstraße Rotes Kreuz von Königstein und diejenige über den Sandplacken treffen sich in Schmitten und führen durch das Weiltal an die Lahn.
An Werktagen stellen die VHT-Buslinien 50/51 über Oberursel-Hohemark nach Bad Homburg sowie die Linien 60 und 80 nach Königstein bzw. Neu-Anspach stündliche Verbindungen zum Schienennetz her.
An Sommerwochenenden bietet der Weiltalbus mehrmals am Tag eine Querverbindung von Bad Homburg bis ins Lahntal nach Weilburg.

### Ansässige Unternehmen
Größtes gewerbliches Unternehmen in der Kerngemeinde ist das Unternehmen für Gießereizubehör, die Firma Karl Schmitt. Der Lautsprecherhersteller Heco hatte bis zu seiner Zerschlagung seinen Stammsitz mit Produktion in Schmitten.

### Bildung
Die Gemeinde Schmitten verfügt über drei Grundschulen:
- Die Jürgen-Schumann-Schule im Ortsteil Arnoldshain
- Die Grundschule Reifenberg im Ortsteil Niederreifenberg
- Die Montessori EcoSchool im Ortsteil Oberreifenberg

Weiterhin bestehen im Ortsteil Dorfweil die Familienferienstätte Dorfweil (auch Tagungszentrum) und im Ortsteil Arnoldshain die Evangelische Akademie im Martin-Niemöller-Haus. Das Martin-Niemöller-Haus wurde 1954 eröffnet. Das Hauptgebäude wurde von Theo Pabst entworfen. Es verfügte über zwei Säle, mehrere Tagungsräume und 68 Zimmer. 2011 wurde eine Sanierung für 6,5 Millionen Euro beschlossen.

### Freizeit- und Sportanlagen

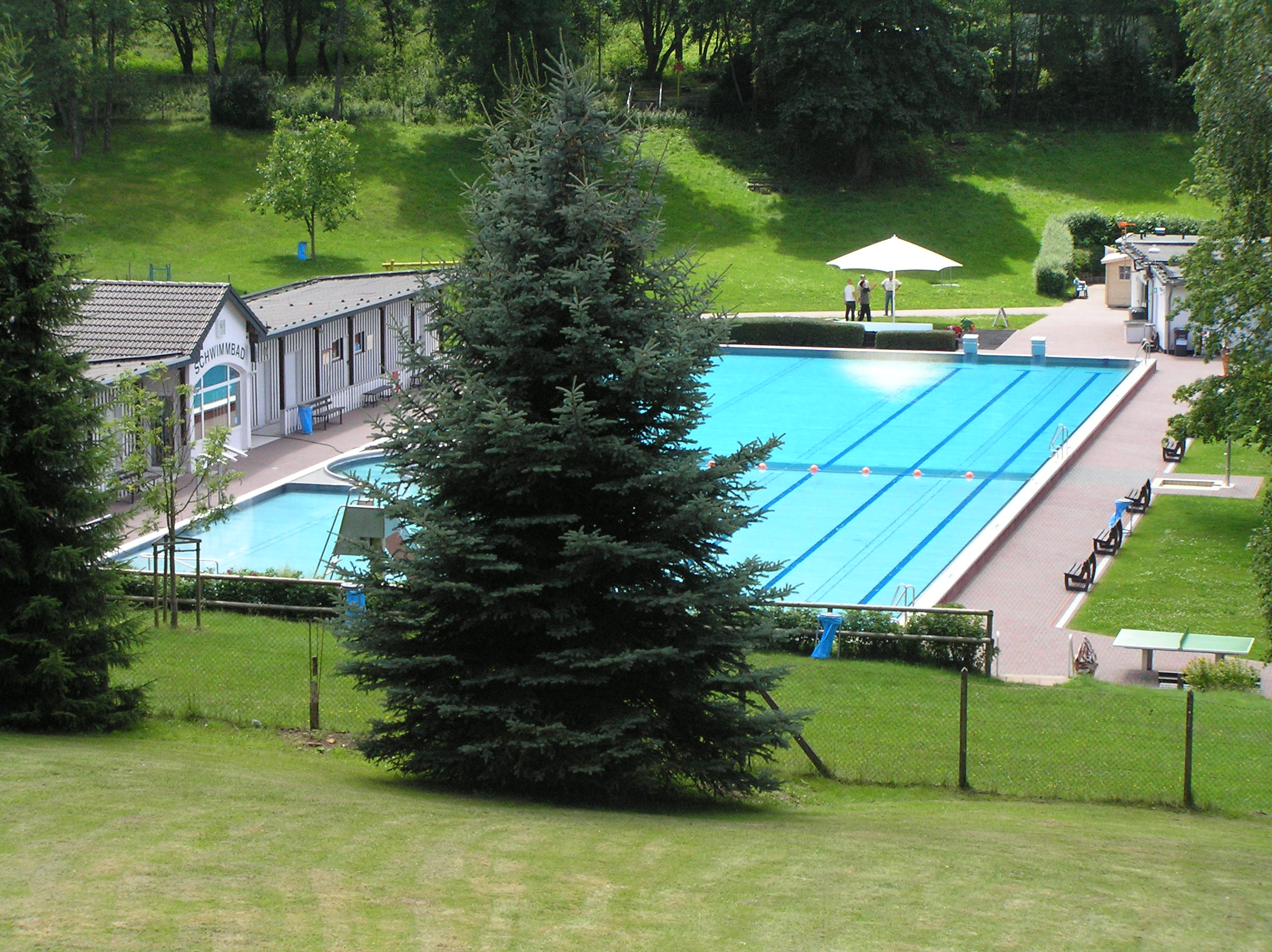
Schwimmbad Schmitten

- Im Ortsteil Schmitten bietet das höchstgelegene Freibad Hessens im Sommer Erfrischung.
- Im Ortsteil Oberreifenberg bietet die Firma Taunatours unter anderem einen Kletterparcours.

## Persönlichkeiten

### Söhne und Töchter der Gemeinde
- In Seelenberg wurden 1868 der Ölbohrpionier Anton Raky und 1841 der Theologe Anton Abt geboren.
- Wilhelm Windisch (* 1860; † 1944), ab 1885 Mitarbeiter des Instituts Gärungsgewerbe und Hochschullehrer an der Landwirtschaftlichen Hochschule Berlin.[33]
- Josef Ochs (* 1905; † 1987), Kriminalbeamter

### In Schmitten wirkten
- Gottlieb Schnapper-Arndt (1846–1904) schrieb 1883 seine Dissertation Fünf Dorfgemeinden auf dem Hohen Taunus – eine socialstatistische Untersuchung über Kleinbauernthum, Hausindustrie und Volksleben über die fünf Gemeinden des ehemaligen Amtes Reifenberg, die heute zur Großgemeinde Schmitten gehören.
- Im Ortsteil Oberreifenberg wohnt die Autorin und Journalistin Susanne Fröhlich (* 1962).
- Am Rande von Hunoldstal lebte der deutsche Sänger Ivan Rebroff (1931–2008).
- Die Schriftsteller Rudolf Harms (1901–1984) und Gerhard Zwerenz (1925–2015) sowie der Pfarrer Paul Kaetzke (1901–1968) lebten und starben in Schmitten.
- Sascha Herr (* 1979), deutscher Fleischer und Politiker (AfD)